# Aztèques
Pour les articles homonymes, voir Aztèque (homonymie).

La vallée de Mexico à l'arrivée des conquistadors, au début du XVI.

Les Aztèques, ou Mexicas (du nom de leur capitale, Mexico-Tenochtitlan), sont un ancien peuple amérindien du groupe nahua, c'est-à-dire de langue nahuatl.
Ils s'étaient définitivement sédentarisés dans le plateau central du Mexique, dans la vallée de Mexico, sur une île du lac Texcoco, vers le début du XIVe siècle. Au début du XVIe siècle, ils avaient atteint un niveau de civilisation parmi les plus avancés d'Amérique et dominaient, avec les autres membres de leur Triple alliance, le plus vaste empire de la Mésoamérique postclassique. Leur seul vrai rival était le royaume tarasque.
L'arrivée, en 1519, des conquistadors menés par Hernán Cortés scella la fin de leur règne. Le 13 août 1521, les Espagnols, aidés par un grand nombre d’alliés autochtones, finirent par remporter le siège de Tenochtitlan et par capturer le dernier dirigeant aztèque, Cuauhtémoc. La civilisation aztèque s'est alors rapidement acculturée à l'époque coloniale ; il en résulte un profond syncrétisme dans le Mexique actuel entre les héritages aztèques (et, plus largement, mésoaméricains) et espagnols.
Les études de cette civilisation précolombienne se fondent sur les codex mésoaméricains, livres écrits par les autochtones sur papier d'amate, les témoignages des conquistadors, comme Hernán Cortés et Bernal Díaz del Castillo, les travaux de chroniqueurs des XVIe et XVIIe siècles, comme le codex de Florence compilé par le moine franciscain Bernardino de Sahagún avec l'aide de collaborateurs aztèques, ainsi que, depuis la fin du XVIIIe siècle, les recherches archéologiques, grâce aux fouilles comme celles du Templo Mayor de la ville de Mexico.

## Définition
Le vocable « Aztèque » est un terme d'origine mésoaméricaine, dérivé du nahuatl « azteca » (« ceux d'Aztlan »), et dont la définition actuelle, qui reste variable et controversée parmi les spécialistes de la Mésoamérique,, a commencé à être déterminée à l'époque coloniale du Mexique.
Le terme « Aztèque » a été employé et continue de l'être, selon le contexte dans lequel il est utilisé et selon l'origine, l'époque, la formation et le parti pris des auteurs, pour désigner tout ce qui se rapporte aux :
- habitants d'Aztlan (au sens premier du terme en nahuatl), cité d'origine des Mexicas et d'autres ethnies nahuas, selon les récits mythiques mexicas ;
- émigrés d'Aztlan et futurs Mexicas (habitants de Mexico-Tenochtitlan ou de Tlatelolco), jusqu'à leur changement d'ethnonyme, pendant leur migration vers la vallée de Mexico, d'« azteca » en « mexitin » (« ceux de Mexi », autre nom du dieu tribal mexica Huitzilopochtli)[3] ;
- habitants de Mexico-Tenochtitlan ou de Tlatelolco ; dans ce cas, le plus fréquent[2], il est synonyme de « Mexica », et comme ce terme, il est parfois étendu, en particulier pour les sujets socio-politiques, à tout ce qui se rapporte aux :
  - habitants des territoires tributaires des Mexicas (« Mexica tlatocayotl », en nahuatl)
  - habitants des autres « altepeme » membres de la triple alliance (Acolhuas de Texcoco et Tépanèques de Tlacopan) ;
  - habitants de la vallée de Mexico, de manière générale ;
  - habitants des « altepeme » de la triple alliance ainsi que des territoires qui en étaient tributaires (l'« empire aztèque ») ;
  - habitants du Mexique central, de manière encore plus large, des derniers siècles ayant précédé l'arrivée des Espagnols (postclassique moyen et tardif, à partir du XIIe siècle), y compris certains locuteurs d'autres langues que le nahuatl (particulièrement celles du groupe oto-mangue)[2].

Par ailleurs l’expression empire aztèque (ou empire mexica) est couramment employée dans l'historiographie mésoaméricaniste pour désigner les territoires sous domination mexica, c’est-à-dire soumis au paiement d'un tribut régulier au dirigeant aztèque ; dans la langue utilisée par les Aztèques, le nahuatl, ces territoires étaient désignés par l'expression « mexica tlatocayotl » signifiant « soumis au pouvoir du tlatoani de Mexico ». Ce territoire partageant souvent des caractéristiques politiques, sociétales et culturelles très similaires voire identiques à celles des provinces tributaires de l’« Excan Tlatoloyan » (triple alliance des « altepeme » de Mexico-Tenochtitlan, Texcoco et Tlacopan), l’expression « empire aztèque » est également employée pour désigner ce plus ample territoire.

## Histoire

### Origines
L’origine des Mexicas demeure incertaine, aussi bien du point de vue de la chronologie que de la localisation des différentes étapes de leur migration. En effet, les récits des migrations mexicas, avant qu'ils ne fondent Mexico-Tenochtitlan et s'y sédentarisent définitivement et tels qu'ils ont été retranscrits dans plusieurs codex, se contredisent et ont été remis en cause par les fouilles archéologiques. Ces textes empreints de symboles ont certainement volontairement occulté et modifié, à des fins idéologiques, la réalité historique sur leurs origines.
Les codex montrent que les Aztèques revendiquaient une double origine nordique, à la fois chichimèque et toltèque, qui leur conférait le prestige à la fois de la vaillance guerrière des chasseurs-cueilleurs et de l'héritage culturel des fondateurs de Tula. Les Aztèques partageaient effectivement avec ces peuples la même langue (le nahuatl), mais aussi les mêmes croyances astrales, la même pratique des sacrifices humains et une même organisation militariste de la société.
Il semble que les Nahuas avaient commencé à quitter le nord du Mexique actuel au VIe siècle de notre ère pour s’installer en Mésoamérique, au centre de l'actuel Mexique. En s’interposant entre des groupes de populations déjà installées, parlant des langues oto-mangues, ils avaient fini par se mélanger avec les ethnies locales, adoptant leurs pratiques religieuses et culturelles[Lesquelles ?]. Entre la fin du IXe et le début du Xe siècle, ils s'installèrent à Tula et développèrent la civilisation toltèque en se mêlant à des populations otomiennes. Entre le XIIe et le XIIIe siècle, les derniers Chichimèques, dont les Aztèques, ont immigré dans la vallée de Mexico, qui était alors dominée par les Tépanèques d'Azcapotzalco.

#### Aztlan

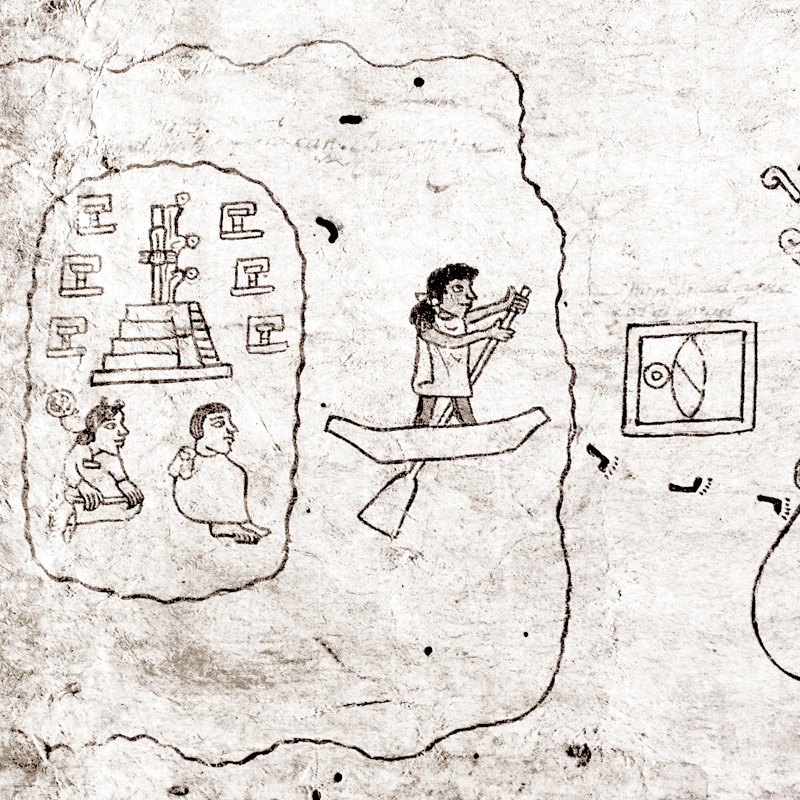
Détail du Codex Boturini qui représente Aztlan avec, à droite, le glyphe « 1 Silex ».

Les codex affirment tous que les Aztèques, comme leur nom l'indique, étaient originaires d’Aztlan (toponyme nahuatl généralement traduit par « lieu de la blancheur » ou « lieu des hérons »), qui est peut-être une ville mythique de leur cosmogonie. Dans ces textes anciens, la localisation de cette cité, qui est le plus souvent représentée sous la forme d'une montagne entourée d'eau, n'est généralement pas indiquée, ou est vaguement qualifiée de lointaine. Les sources plus précises la situent le plus souvent au nord, mais parfois aussi à l'ouest ou au nord-est. On ne sait pas non plus exactement le sens du nom de cette cité mystérieuse. Aucune convention pictographique aztèque ne lui a été non plus attribuée, contrairement aux autres cités qui sont toutes représentées par un glyphe spécifique.
Ces incertitudes et ces contradictions sont à l'origine de nombreuses hypothèses émises par les historiens. Ceux qui considèrent Aztlan comme une cité ayant réellement existé et dont on aurait perdu la trace la situent tous au nord de Mexico ; certains ont essayé de la localiser parfois au nord-ouest du Mexique actuel, peut-être dans l'État de Nayarit, d'autres au sud-ouest des actuels États-Unis. Toutefois, nombre de ces spécialistes tiennent pour acquis le caractère mythique de cette cité, dont la description est fortement chargée de symboles ; Christian Duverger, dans sa monographie L'origine des Aztèques, considère même que la grande similitude entre Aztlan et Mexico est un indice (parmi de nombreux autres) d'une réécriture a posteriori des origines des Aztèques, qui leur aurait permis de légitimer leur occupation de Mexico, en tant que site naturel jumeau d'une cité originelle inventée dans ce but.

#### Période migratoire
D'après les codex aztèques, ce peuple aurait quitté son territoire d'origine en l'an 1-couteau de silex (en 1116 dans le calendrier grégorien) ou peut-être au moment de la chute de Tula en 1168. Guidés par le dieu Huitzilopochtli, ils auraient erré pendant plusieurs générations avant de se fixer sur le site actuel de Mexico. Pendant cette période migratoire, ils seraient passés par Chicomoztoc (« lieu des sept cavernes » en nahuatl) d'où différentes tribus seraient parties les unes après les autres, et notamment les Toltèques. Ils seraient également passés par Tula avant d'arriver à Chapultepec vers 1248.
Au XIVe siècle, la région du plateau central mexicain comptait 28 « altepeme » (cités-États) : les plus puissants étaient Culhuacan au sud (d'origine toltèque) et Azcapotzalco à l’ouest (cité des Tépanèques, d'origine nahua comme les Mexicas). Ces « altepeme » étaient tantôt en état de guerre, tantôt alliés en « excan tlatoloyan ». Une fois établis à Chapultepec, les Mexicas seraient tombés sous la domination des Colhuacas, mais les Tépanèques d’Azcapotzalco les auraient ensuite expulsés de Chapultepec. Les Mexicas n'auraient alors pas tardé à se révolter et auraient dû sauver leur vie en se réfugiant dans les zones marécageuses du lac. En 1299, Cocoxtli, le dirigeant de Culhuacan les aurait autorisés à se fixer sur les terres pauvres de Tizapan, où ils se seraient intégrés à la culture de Culhuacan.

### Fondation de Mexico-Tenochtitlan

#### Récit mythique

Le blason du Mexique est inspiré d'un glyphe aztèque symbolisant la fondation de Mexico-Tenochtitlan.

Selon la tradition aztèque rapportée notamment dans les codex, en l'année 2-maison (1325), sur une petite île marécageuse au milieu du lac Texcoco, les futurs Mexicas auraient vu un aigle perché sur un cactus ; selon les sources, cet aigle tenait dans ses serres une figue de barbarie (tenochtli en nahuatl) ou un serpent,, bien que cette dernière hypothèse soit probablement une interprétation peu pertinente, à l'époque coloniale, du glyphe « atl-tlachninolli » (représentant un double courant d'eau et de feu symbolisant la guerre), qui sort du bec de l'oiseau sur la seule pièce archéologique représentant cette scène. Cette erreur d'interprétation a peut-être été volontairement diffusée par les Espagnols pour occulter toute référence aux sacrifices humains (la figue de barbarie symbolisant en effet le cœur des sacrifiés).
Cette vision de l'aigle sur le nopal aurait été interprétée par les prêtres comme un message surnaturel du dieu Huitzilopochtli leur indiquant qu’il leur fallait s’établir à cet endroit pour y fonder ensuite un puissant empire. Les Mexicas se seraient alors définitivement sédentarisés à cet emplacement, autour duquel ils ont ensuite édifié progressivement la ville de Mexico-Tenochtitlan.

#### Traces d'occupation les plus anciennes
Cependant, l'exactitude de ce récit mythique a été remise en cause par les découvertes archéologiques du début du XXIe siècle. En effet, les traces d'occupation les plus anciennes du site, qui n'était alors qu'un ensemble d'îlots sur le lac Texcoco, remontent à la phase Mazapa (800-1100), peut-être entre le IXe et le Xe siècle. De plus, la date des plus anciennes constructions retrouvées par les archéologues a été évaluée aux alentours de 1300.

### Tributaires d'Azcapotzalco
En 1375, les Mexicas élurent leur premier chef (ou huey tlatoani), Acamapichtli, qui venait de Colhuacan et appartenait à une dynastie toltèque. Jusqu’en 1428, les Mexicas restèrent soumis à l’État d’Azcapotzalco, qui était devenu une puissance régionale, sans doute la plus importante depuis les Toltèques, des siècles auparavant. Le troisième chef mexica, Chimalpopoca, était un vassal d’Azcapotzalco.

### Triple Alliance

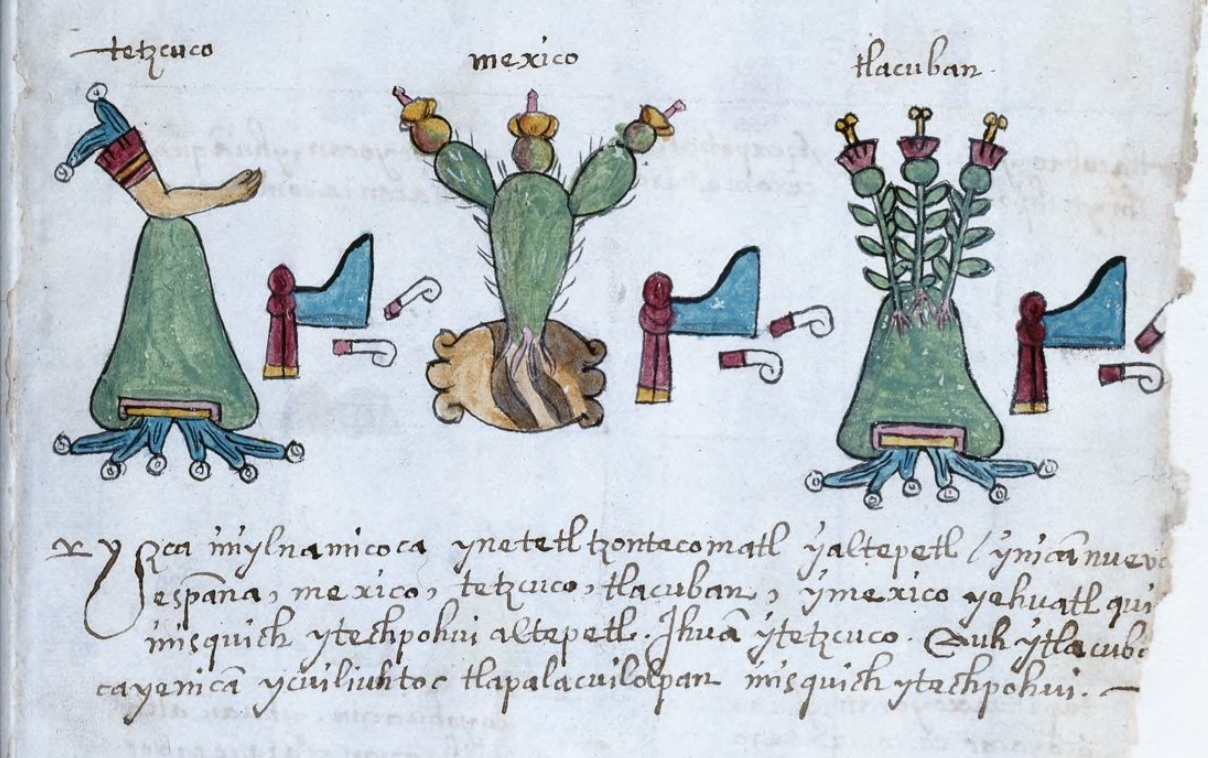
Symboles des États de la Triple alliance (Codex Osuna, page 34, 1565)

En 1426, Maxtla, tlatoani d'Azcapotzalco et héritier de Tezozomoc, capture le tlatoani mexica Chimalpopoca, qui meurt peu après (assassiné ou suicidé). Les Aztèques considérant Maxtla responsable de la mort de leur souverain, le successeur de celui-ci, Itzcoatl, s’allie avec le chef exilé de Texcoco, Nezahualcoyotl afin de vaincre Maxtla. Tlacopan rejoint alors la coalition, qui s'empare vers 1430 de la capitale tépanèque, met fin aux jours de Maxtla et remplace la domination d'Azcapotzalco sur le bassin de Mexico par celle de leur Triple alliance.

### Période impériale
Tenochtitlan devint alors progressivement l’État le plus puissant sur le plateau central du Mexique, réussissant à imposer sa domination sur la vallée de Mexico puis à étendre progressivement son influence depuis le golfe du Mexique à l'est jusqu'au littoral du Pacifique à l'ouest, et depuis les frontières du royaume tarasque au nord jusqu'à l'isthme de Tehuantepec au sud.
Deux souverains de Texcoco surent garder son influence à la troisième ville de la Triple Alliance qui devint la capitale intellectuelle de l'empire : Nezahualcoyotl, protecteur des arts et des sciences et Nezahualpilli, qui mit en application les idéaux de son père Nezahualcoyotl. Après les règnes d'Itzcoatl et de Moctezuma Ier, puis la mort de Nezahualcoyotl en 1472, les souverains mexicas héritèrent d'un véritable empire.
Les deux principaux architectes de l’empire aztèque furent les demi-frères Tlacaelel et Moctezuma Ier (1440-1469), qui étaient aussi les neveux d’Itzcoatl. Moctezuma I succéda à Itzcoatl comme hueyi tlatoani en 1440 ; il étendit la domination aztèque sur les États actuels de Guerrero, Puebla et Oaxaca. Tlacaelel, qui était une sorte de vice-empereur, réforma l’État et la religion. On lui attribue également la responsabilité, pendant le règne d'Itzcoatl, de la destruction des codex existants après la victoire de la Triple alliance sur Azcapotzalco, qui lui aurait servi à mieux asseoir et légitimer la domination aztèque sur le bassin de Mexico en modifiant profondément l'historiographie. Tlacaelel serait également à l’origine des rituels guerriers (comme la « guerre fleurie ») mais aussi de la nécessité de sacrifices permanents pour perpétuer la course du soleil.
L’empire aztèque connut son apogée sous le règne d’Ahuitzotl entre 1486 et 1502. En moins de 200 ans, l’humble peuple nomade chassé par plus puissant que lui était devenu le maître de la vallée de Mexico et de ses environs. Les Mexicas attribuaient leur succès à Huitzilopochtli et adoraient conter la glorieuse épopée de leur longue errance dans le désert. L'« empire » qu'ils bâtirent rapidement et la soumission des nations occupant ce territoire trouvaient leur légitimité dans le fait que les Tenochcas (autre nom pour désigner les Aztèques) étaient d'après eux-mêmes le peuple élu du soleil pour diriger le « monde ». Le successeur d’Ahuitzotl, Motecuzōma Xocoyotzin (plus connu sous le nom de Moctezuma II), poursuivit l'organisation administrative de l'empire.

### Conquête espagnole

Route parcourue par Hernán Cortés et ses alliés depuis la côte de Chalchiuhcueyecan jusqu'à Mexico-Tenochtitlan en 1519.

#### Événements de la conquête
L'empire aztèque a atteint son apogée sous le règne d’Ahuitzotl entre 1486 et 1502. Son successeur, Motehcuzōma Xocoyotzin (plus connu sous le nom de Moctezuma II ou Moctezuma), était huey tlatoani depuis 17 ans lorsque le conquistador Hernán Cortés débarqua sur les côtes mexicaines au printemps 1519. Ce dernier et avec seulement 400 de ses soldats, conclut une alliance avec la confédération de Tlaxcala, depuis longtemps ennemie des Aztèques. Les Espagnols et leurs alliés amérindiens arrivèrent devant Tenochtitlan le 8 novembre 1519. Moctezuma les accueillit d’abord pacifiquement, Cortés a reçu un certain nombre de cadeaux dont des sculptures en turquoise et sans doute un serpent à deux têtes; puis la méfiance et l’hostilité s’installèrent pour culminer avec le massacre du Templo Mayor et la mort du chef aztèque. Les conquistadores décidèrent de fuir la ville le 1er juillet 1520 après les affrontements de la Noche Triste (« la nuit triste »). Après la mort de Moctezuma II, Cuitláhuac lui succéda, mais son règne fut bref, car il succomba à une épidémie de variole. Cuauhtémoc fut alors intronisé empereur et opposa une résistance farouche aux Espagnols, lorsque ceux-ci revinrent pour assiéger Tenochtitlan avec leurs alliés amérindiens au printemps 1521. Le 13 août, ils entrèrent dans la cité réduite à l'état de ruines.
L'exécution de Cuauhtémoc en 1524 marque la fin de l'Empire aztèque. Le déclin de l’empire aztèque provoqua la libération des autres cultures amérindiennes du centre du Mexique, demeurées intactes après la chute de Tenochtitlan. En effet, la domination aztèque peut être considérée comme ayant suscité une évolution positive pour la plupart des autres cultures qui avaient gardé une certaine autonomie. Les dignitaires aztèques furent d’abord considérés comme des nobles par les conquérants et furent respectés comme tels. Tout cela a rapidement changé et la population indigène s’est bientôt vue interdire d'étudier, et a dû se résigner au statut de mineurs qui leur a été attribué par la loi espagnole[réf. nécessaire]. Les Tlaxcaltèques restèrent cependant fidèles aux Espagnols et participèrent aux autres conquêtes menées par Cortés et ses hommes.

#### Causes de la défaite

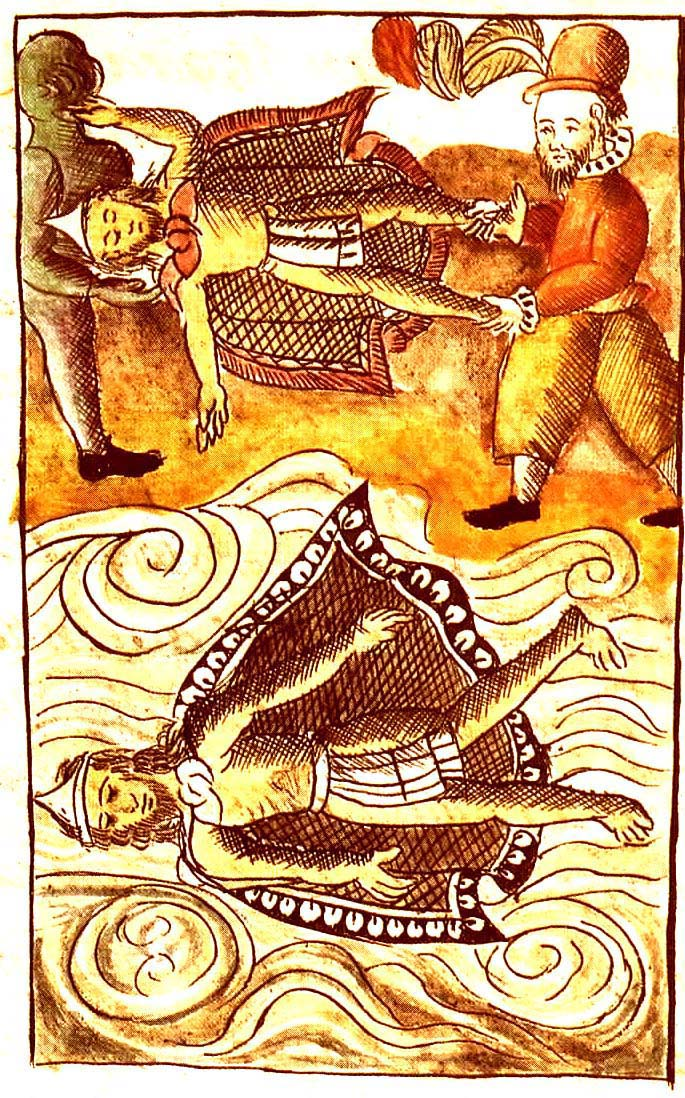
Espagnols jetant les cadavres de Moctezuma et Itzquauhtzin

La rapidité de la conquête espagnole peut s’expliquer par diverses causes.
Tout d’abord, les conquistadores ont largement bénéficié des dissensions internes aux Mexicas et de l'aide de nombreux alliés indigènes (totonaques, tlaxcaltèques, otomis), jusqu'à plusieurs dizaines de milliers de combattants lors du Siège de Tenochtitlan, rivaux ou soumis au pouvoir mexica, qui ont profité de l'arrivée des Espagnols pour se défaire de la menace que représentaient les Aztèques pour leur ethnie.
Les indigènes ont été considérablement affaiblis par certaines maladies transportées d'Europe en Amérique par les Espagnols, comme la variole.
Par ailleurs, les Espagnols possédaient un important avantage technologique, notamment en termes d'armement : cuirasses, épées et lances d'acier, arbalètes, arquebuses et canons (en faible quantité), cavalerie. Les Aztèques se battaient avec des armes en obsidienne et en silex, des boucliers et des protections légères ornées de plumes.
Les Espagnols étaient ensuite très supérieurs tactiquement : en effet, les conquistadors sont pour une grande partie d'entre eux des vétérans des guerres d'Italie. Ils avaient une solide expérience des combats, en dépit de leur méconnaissance du terrain et de leur faible nombre. Enfin, les buts de guerre sont différents[réf. nécessaire] : les Espagnols combattent pour éliminer l'ennemi du combat (de façon temporaire ou définitive), alors que les Aztèques tentent de faire des prisonniers en vue de sacrifices futurs pour les dieux. Ces derniers avaient des règles et des rituels précis liés à la guerre. Chaque faction prévenait l'autre de son attaque prochaine et lui fournissait même des armes (souvent en quantité plus symbolique qu'utile). D'ailleurs, une guerre ne se terminait jamais par un massacre généralisé ou un asservissement total. Les gagnants et les perdants discutaient ensemble des conditions de soumission, des tributs à payer, etc. Les Espagnols pratiquèrent le pillage et n'hésitèrent pas à tuer.

### Période coloniale et effondrement démographique
D'après Mark Nathan Cohen, en 1618, un siècle après le début de la conquête de l'Empire aztèque, la population totale du Mexique était passée de 20 millions d'habitants à seulement 1,6 million, soit une diminution de l'ordre de 90 %.
Cet effondrement démographique a été attribué principalement à deux causes : une, d'origine biologique, est le choc viral et bactérien de l'échange colombien, qui aurait occasionné des millions de morts lors de plusieurs épidémies de maladies infectieuses (en particulier de variole, notamment pendant le siège de Tenochtitlan et en 1545-1548, ainsi que de typhus en 1576-1580) ; l'autre cause, d'origine humaine, regroupe les violences et les mauvais traitements infligés par les Européens. La proportion du nombre de victimes attribuables à chacune de ces deux grandes catégories de causes a fait l'objet de multiples controverses souvent orientées par des subjectivités idéologiques.

### Héritage
La plupart[Combien ?] des Mexicains actuels (et des personnes d'origine mexicaine vivant dans d'autres pays) sont d'ascendance autochtone et européenne (le plus souvent espagnole). Au XVIe siècle la composition ethnique du Mexique a commencé à changer à partir d’une composition initiale faite de populations autochtones distinctes (Mexicas et autres groupes autochtones du Mexique) et d’immigrants (principalement espagnols), pour aboutir à une population majoritairement composée de métis, qui est celle du Mexique actuel.

Nombre de locuteurs actuels du nahuatl, par État du Mexique.

La langue nahuatl est aujourd'hui parlée par 1,5 million de personnes, principalement dans les zones montagneuses des États du centre du Mexique. Les dialectes locaux dérivés de l'espagnol, de l'espagnol mexicain en général, et la langue espagnole dans le monde ont tous été influencés, à des degrés divers, par le nahuatl. Quelques mots nahuatl (notamment « xocoatl » et « tomatl ») ont été empruntés, par l’intermédiaire de l'espagnol, par de nombreuses autres langues à travers le monde.
La ville de Mexico a été construite sur les ruines de Tenochtitlan, ce qui fait d’elle l'une des villes les plus anciennes des Amériques. Beaucoup de ses quartiers et éléments naturels d'origine conservent leur nom nahuatl. Beaucoup d'autres villes au Mexique et en Amérique centrale ont également conservé leurs noms nahuatl (qu’elles aient ou non été initialement des villes Mexicas ou même des villes de langue nahuatl). Un certain nombre de noms de ville sont formés d’un mélange de nahuatl et d’espagnol.
La cuisine mexicaine est toujours principalement basée sur des produits locaux (maïs, tomate, haricot, courge, piment, avocat, cactus) et des préparations culinaires (tortilla, tamal, mole, atole, pozole, pulque) d'origine mésoaméricaine qui étaient consommés par les Aztèques, et la plupart conservent, sous une forme souvent hispanisée, leur nom d'origine nahuatl.
Le drapeau mexicain moderne porte l'emblème de l'histoire des migrations des Mexicas.
Pour la Coupe du monde de football de 1986, l'entreprise Adidas a conçu le ballon officiel pour montrer dans ses « triades » la conception architecturale et les peintures murales des Aztèques.

#### Syncrétisme religieux

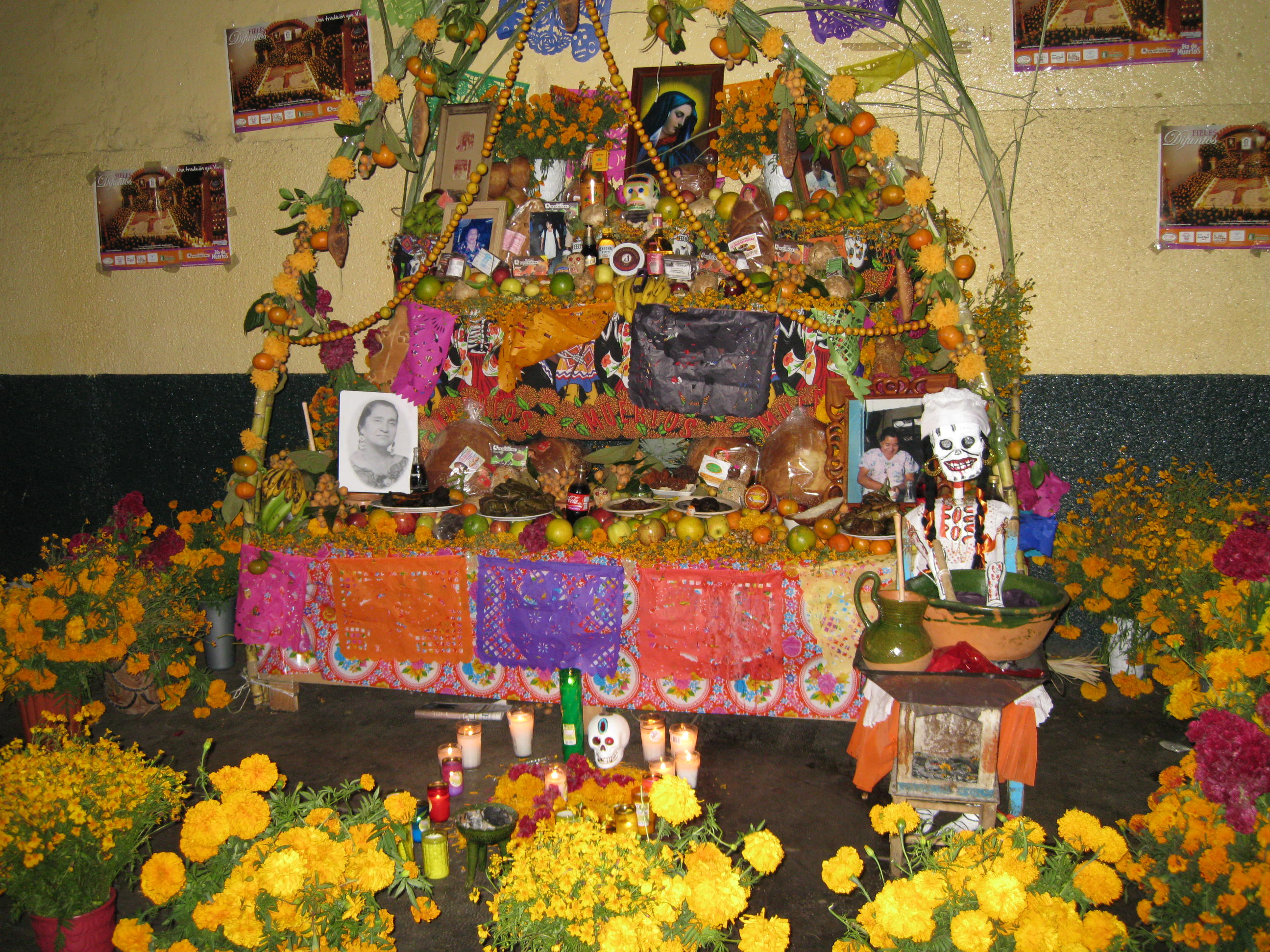
Autel du jour des morts, mêlant des éléments de tradition religieuse chrétienne et préhispanique.

Dès les premières années de la colonisation espagnole, le christianisme a rapidement été imposé aux peuples amérindiens, par l'intermédiaire de baptêmes de masse forcés ou de baptêmes individuels volontaires, cette nouvelle identité religieuse faisant office de naturalisation. Mais les croyances et les rites préhispaniques n'ont pas tous disparus pour autant ; certains ont été intégrés au christianisme, avec un degré variable de syncrétisme, au point que de nombreuses coutumes religieuses des Mexicains contemporains ont hérité de traditions préhispaniques.
La fête des morts mexicaine, par exemple, reprend notamment les traditions des offrandes de nourriture (en particulier sous la forme elle-même syncrétique du pan de muerto et des calaveras de alfeñique) et d'encens sur un autel ou un petate cérémoniel, du papel picado et l'utilisation de fleurs de cempaxochitl pour guider l'âme des défunts.
La principale icône religieuse du Mexique, Notre-Dame de Guadalupe présente de telles similitudes avec Tonantzin, la déesse mère de la terre dans la mythologie aztèque, que certains anthropologues la considèrent comme sa christianisation. De même, le culte de Sainte Anne reprend des éléments du culte de Toci et le culte de Saint Jean a hérité de celui de Telpochtli.

## Organisation politique

Étendue maximale de l'Empire aztèque en 1519

### Structures de base
Comme dans les autres civilisations mésoaméricaines, l'organisation socio-politique aztèque était structurée principalement sur trois niveaux : la famille, le calpulli et l'altepetl.
Le calpulli (du nahuatl « calpōlli » signifiant « grande maison » ; autre mot utilisé : tlaxilacalli) était l'unité politique de base, composée de plusieurs groupes familiaux formant un réseau social. La nature exacte du calpulli n’est pas tout à fait claire et a pu être assimilée à un clan, une ville, un quartier, une paroisse ou une coopérative agricole. Le calpulli était sous l’autorité d’un chef local (le calpōleh) qui répartissait les terres pour l’agriculture (calpōllālli) ou encore les tâches non agricoles, en échange d’un tribut et d’une allégeance. Chaque calpulli envoyait des délégués au conseil suprême et possédait un temple où le culte de la divinité protectrice était rendu, ainsi qu'une école appelée telpochcalli dans laquelle les jeunes garçons s’entraînaient aux arts martiaux. Dans certaines cités-États du monde aztèque, les calpullis étaient spécialisés dans le commerce, comme Otompan, Texcoco et Tlatelolco ; ces organisations aztèques peuvent faire penser aux guildes de l’Europe médiévale. Enfin, d’autres calpullis regroupaient des immigrants venus d’autres régions de Mésoamérique à Tenochtitlan : les calpullis d’Otomis, de Mixtèques et de Tlapanèques.
L'altepetl était une sorte de cité-État regroupant plusieurs calpullis et dirigée par un tlatoani. Le mot désigne non seulement un territoire mais aussi sa population. Ces cités-États pouvaient conclure des alliances, comme celle qui unissait Tlacopan, Texcoco et Tenochtitlan contre Azcapotzalco. Lorsqu'un altepetl étendait sa domination à d'autres altepetl, on lui donnait alors le titre de « huey altepetl » (« grand altepetl »). Bien que la forme du gouvernement fasse souvent référence à un empire, en fait, la plupart des régions étaient organisées sous forme d’altepetl. Il s’agissait de petites entités politiques gouvernées par un roi (le tlatoani) issu d'une dynastie légitime. La première période aztèque fut une période de croissance et de concurrence à l’intérieur de l’altepetl. Même après la création de l'empire (1428) et alors qu’il commençait son programme d'expansion par la conquête, l'altepetl resta la forme dominante d'organisation au niveau local. Le rôle efficace de l’altepetl comme unité politique régionale a été largement responsable du succès de la forme hégémonique de contrôle de l'empire.

### Impérialisme

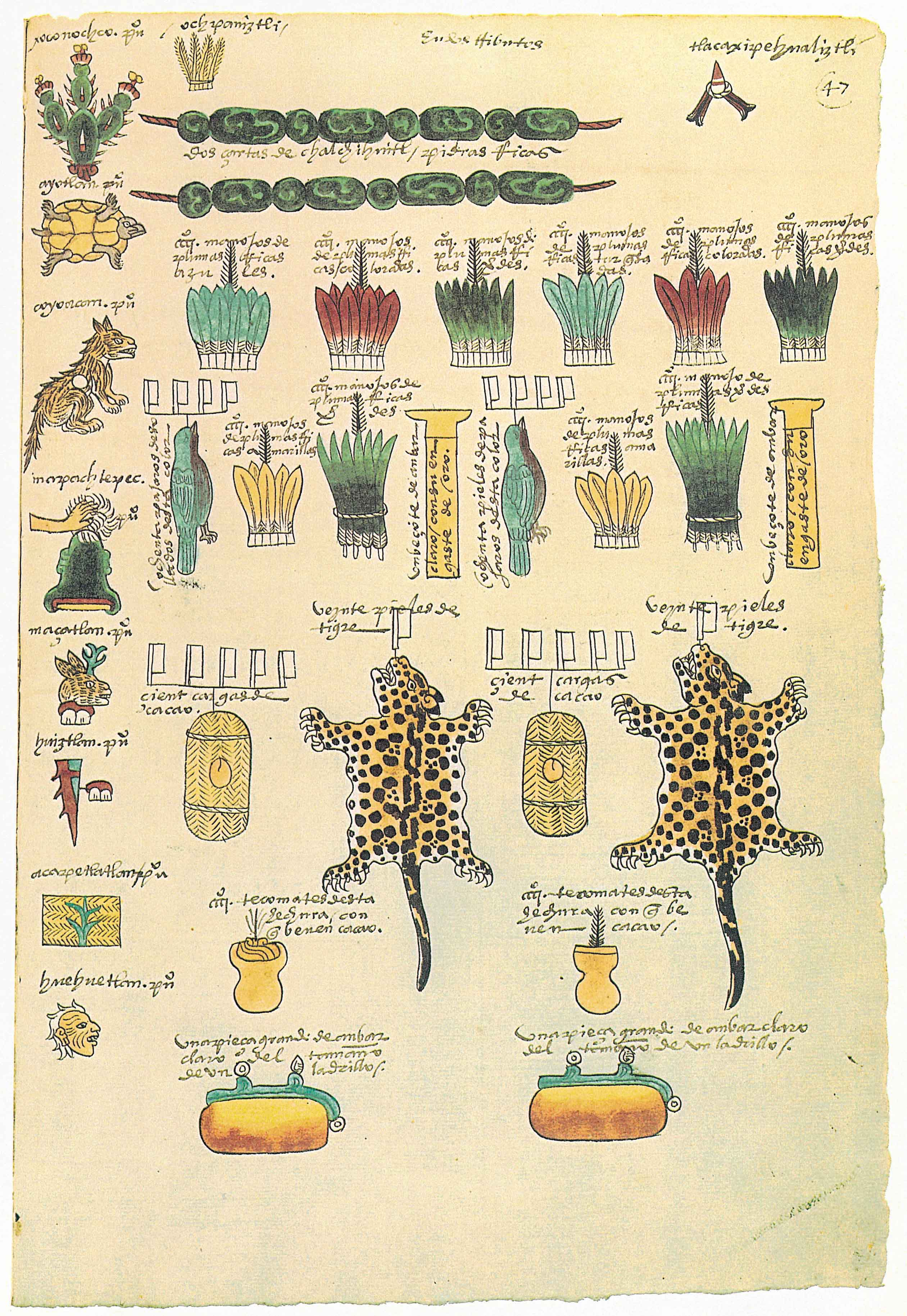
Exemples de tributs payés au huey tlatoani mexica (Codex Mendoza).

À la veille de la conquête espagnole, l'altepetl de Mexico-Tenochtitlan avait soumis à sa domination de nombreux autres altepetl, gagnant ainsi le titre de « huey altepetl » (« grand altepetl »). Cet empire était divisé en 38 provinces plus ou moins assujetties, qui constituaient des cadres économiques et de perception du tribut. Il était composé de plusieurs ethnies différentes les unes des autres, dont certaines ne parlaient pas le nahuatl. Il ne formait pas un ensemble territorial cohérent : par exemple, la région méridionale et périphérique de Xoconochco ne se trouvait pas en contact direct avec le centre de l’empire. Tlaxcala au centre, Metztitlán au nord et Teotitlan au sud, étaient des enclaves indépendantes à l'intérieur de l'empire aztèque. Les frontières étaient surveillées par des garnisons et protégées par quelques fortifications comme à Oztoman.
D’après Alexander J. Motyl, l’Empire aztèque était de nature informelle ou hégémonique car il n’exerçait aucune autorité suprême sur les territoires conquis et n’attendait qu'un tribut de leur part sous forme de balles de coton, plumes de quetzal, mesures d'or, vêtements précieux, etc. Après leur défaite, les chefs héréditaires étaient en général restaurés dans leur fonction de commandement et les Aztèques n’intervenaient pas dans les affaires locales, pourvu que le tribut soit honoré. Les altepetl devaient tous renoncer à leur politique militaire et célébrer le culte de Huitzilopochtli. Beaucoup d'entre eux conservaient une relative autonomie de fait au sein de la confédération. Ils furent l’un des rouages de la domination hégémonique des Aztèques sur les autres peuples de la Mésoamérique. Les gouverneurs aztèques (tlacatecuhtli, « chef des guerriers ») résidaient dans les provinces sensibles.
Le tribut devait être acquitté entre une et quatre fois par an selon sa nature. Il était levé par un fonctionnaire (calpixqui) aidé d'une équipe de scribes. Deux registres des tributs sont parvenus jusqu'à nous : la Matricula de Tributos et le Codex Mendoza. Le tribut était en nature : il était souvent composé de coton ou de l’ixtle (fibre d’agave). Mais il pouvait également être fourni en, produits agricoles, en métaux, en turquoises, en bois, en animaux, en vêtements et en objets divers. La monnaie n'existait pas, mais le quachtli et son multiple, la charge, faisaient office d'étalon. L'ensemble des impôts était entreposé dans le trésor (petlacalco) du palais impérial.

### Hiérarchie de l'État

#### Tlatoani

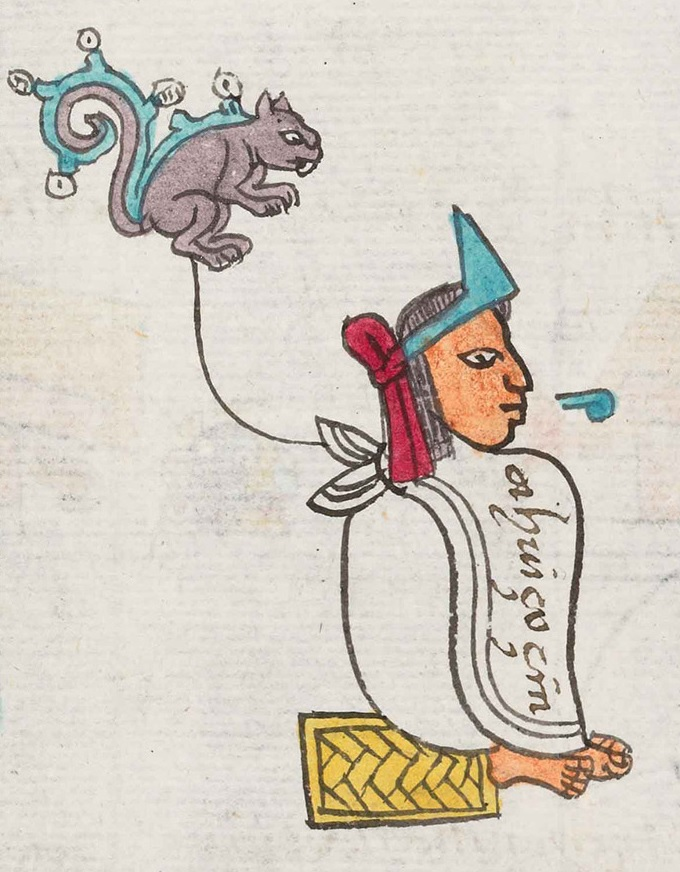
Ahuitzotl : la natte, le diadème de turquoises et la volute qui s'échappe de sa bouche indiquent qu'il s'agit d'un tlatoani (Codex Mendoza).

Chaque altepetl (cité-État) nahua était dirigé par un souverain appelé « tlatoani » en nahuatl (« celui qui parle » ou « celui qui commande », du verbe « tlatoa », « parler »). À la veille de la conquête espagnole, le tlatoani mexica était appelé « huey tlatoani » (« grand tlatoani »), car son pouvoir s'était étendu à d'autres altepetl ; les Espagnols, en tentant d'adapter cette fonction à leurs références européennes, l'ont traduit par « empereur ».
Tous les Tlatoanis aztèques sont issus de la même famille, mais la succession ne se faisait pas nécessairement de père en fils. Frères, neveux ou petits-fils entraient en ligne de compte. Les chroniqueurs espagnols ne s'accordent d'ailleurs pas sur l'ordre suivi. Aux débuts de l'histoire aztèque, il était désigné par l'assemblée générale des guerriers. En tant que « huey tlatoani », son statut était devenu semi-divin mais il restait nommé par un grand conseil. Cette assemblée choisissait le membre de la famille qu'elle jugeait le plus compétent. Ce choix devait être approuvé par les autres membres de la Triple Alliance, c'est-à-dire les souverains de Texcoco et de Tlacopan. L'intronisation proprement dite n'avait lieu qu'après que le souverain eut fait preuve de ses capacités en menant une série de conquêtes.
Lorsqu'il est représenté dans les manuscrits indigènes, on le distingue entre autres par la volute qui se dégage de sa bouche et qui indique la parole. Il porte un diadème d'or et de turquoises ainsi qu'un manteau bleu-vert. L'empereur devait remplir ses devoirs envers les dieux et protéger le peuple aztèque. Il avait pour conseillers intimes le cihuacoatl et certains grands dignitaires. Il avait en charge tout ce qui concernait les affaires extérieures à la Cité. À Texcoco, le tlatoani régnait sans cihuacoatl mais était entouré de quatre conseils : gouvernement et justice, finances, guerres et musique.

#### Grands dignitaires
Le cihuacóatl, dont le nom signifie littéralement « serpent-femme » et qui représentait la divinité du même nom, était le deuxième personnage de l'État aztèque après le tlatoani. Il organisait des expéditions armées, jugeait en appel et remplaçait l’empereur en son absence. C'est Itzcoatl qui avait créé cette fonction pour l'aider dans sa tâche et avait nommé son neveu Tlacaelel à ce poste. Tlacaelel fut aussi le principal conseiller des deux empereurs suivants, Moctezuma Ier (son frère) et Axayacatl. La fonction resta ensuite occupée par son fils puis son petit-fils.
Quatre grands dignitaires militaires, dont le tlacateccatl (« qui commande les guerriers ») et le tlacochocalcatl (« préposé à la maison des javelines »), suivaient le cihuacóatl dans la hiérarchie des conseillers du tlatoani mexica. Tous les grands dignitaires faisaient partie de l'assemblée du « tlacocan » (« lieu de la parole », ou « Grand Conseil »), qui était consultée avant toute décision importante et pouvait refuser jusqu'à trois fois une proposition du tlatoani. Ses membres étaient désignés par le souverain ou recrutés par cooptation.

#### Fonctionnaires
Moins importants que les précédents, les fonctionnaires aztèques s'occupaient des différentes tâches administratives concernant la police, les greniers et magasins où s'entassait le tribut. Ils dépendaient du uey calpixqui (que les Espagnols traduisaient par « grand majordome »), qui remplissait les fonctions de préfet de la capitale et de ministre des finances.

## Armée

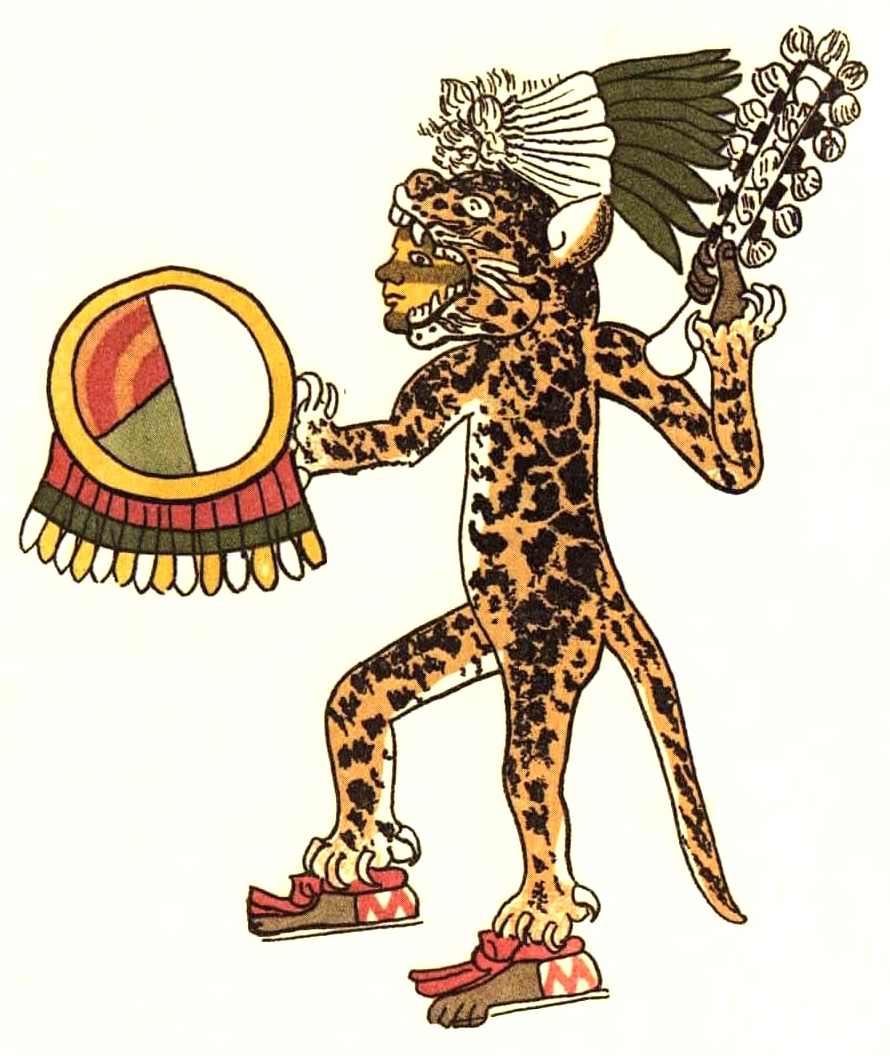
Guerrier jaguar (Codex Magliabechiano).

### Hiérarchie militaire

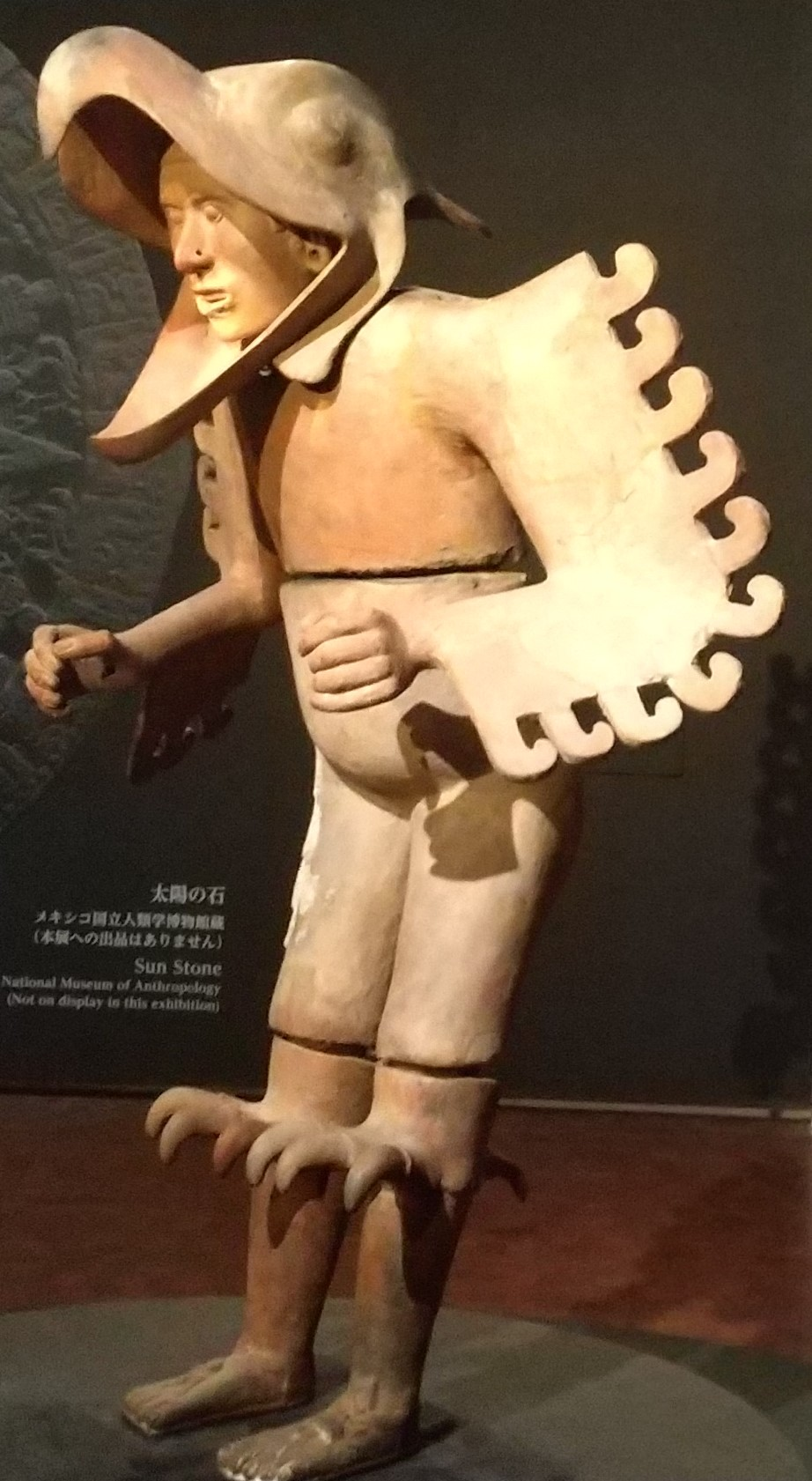
Sculpture de guerrier aigle. 1469-1486 ap. J.-C.

Les « macehualtin » (plébéiens) formaient une infanterie de base équipée de frondes. Les plus efficaces d'entre eux pouvaient être anoblis au rang de guerrier jaguar ou de guerrier aigle après s'être illustrés au combat, en capturant plus de quatre prisonniers. D'autres ordres militaires étaient ceux de guerrier flèche et des guerrier crâne, dont le rôle était d'effrayer l'adversaire.

### Principes guerriers
Les Aztèques se battaient pour conquérir plus de terres ou simplement pour faire des prisonniers pour les sacrifier à leurs dieux. C'est pourquoi ils organisaient régulièrement des chasses à l'homme appelées « guerres fleuries » contre les peuples périphériques de l'empire. Ces raids rapides et efficaces n'empêchaient pas pour autant l'empire aztèque, dans ses désirs d'expansion, de s'engager dans de longues guerres en territoire ennemi. Il avait donc besoin de guerriers résistants et déterminés.

## Société

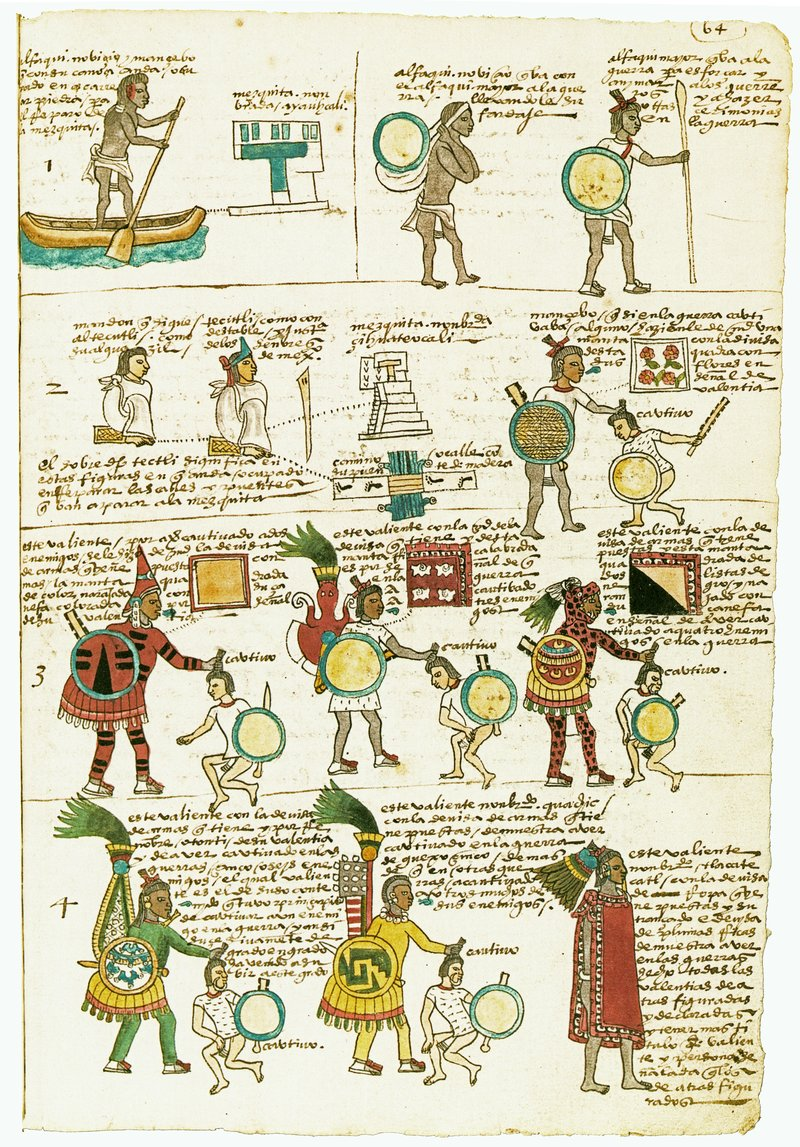
Le folio 64r du Codex Mendoza illustre une certaine mobilité sociale d'origine militaire. Du jeune guerrier (à la fin du 2e registre) au guerrier jaguar (à la fin du 3e registre), sont énumérés les différents grades et costumes correspondant au nombre de prisonniers capturés (de 1 à 4).

### Groupes sociaux
À l'origine, la structure tribale des Aztèques, avant que ces chasseurs-cueilleurs chichimèques ne se sédentarisent, était égalitaire, et fondée sur l'existence de clans. En revanche, au moment de la conquête espagnole, la société était fortement hiérarchisée, même si une certaine mobilité sociale existait encore. La classe la plus élevée, qui était devenue une sorte d'aristocratie héréditaire au XVIe siècle, était celle des pipiltin.
La deuxième catégorie était les macehualtin, paysans à l'origine. Eduardo Noguera estime qu’à l’époque la plus tardive seulement 20 % de la population se consacrait à l'agriculture et à la production alimentaire ; les 80 % restants de la société étaient des guerriers, des artisans et des commerçants. Finalement, la plupart des mācehuallis se consacraient aux métiers d’art. Leurs œuvres constituaient une source importante de revenus pour la ville.
Les marchands itinérants appelés pochtecas constituaient une classe à part, petite mais importante non seulement par son rôle dans le commerce, mais aussi par leur rôle d’informateurs du pouvoir.

#### Aristocratie
L'aristocratie aztèque est composé de deux groupes sociaux. Les lignées aristocratiques commençaient même à se définir par rapport à un passé mythique rattaché à des ancêtres toltèques voire à la descendance du dieu Quetzalcóatl.
Au sommet de la pyramide sociale, on trouvait les tecuhtli ( « dignitaires », « seigneurs »), que les chroniqueurs espagnols appelaient généralement « caciques ». En principe élus à des fonctions administratives, militaires ou religieuses, ils étaient généralement désignés à vie par leurs concitoyens, mais toujours avec l'aval du pouvoir central qui devait confirmer ce choix et les nommait parfois même directement. Pour assurer les frais souvent élevés de leur fonction, ils bénéficiaient des revenus des terres qui leur étaient attribuées et recevaient en outre une part des tributs prélevés sur les peuples de l'empire. Ils ne payaient pas d'impôts.
Au moment de l'arrivée des Espagnols, ils étaient en voie de devenir une « noblesse » héréditaire, : leurs enfants faisaient automatiquement partie des pipiltin (sing. pilli). À ce titre, ils étaient exemptés d'impôt et ils avaient accès aux meilleures écoles, appelées calmecac. Comme ces écoles formaient les prêtres (tlamacazqui) et les scribes (tlacuilo), les pipiltin représentaient donc l’essentiel de la hiérarchie religieuse, même si la prêtrise était également accessible aux membres des classes inférieures. La société aztèque étant essentiellement fondée sur la religion, qui nécessitait de nombreux prisonniers à sacrifier, les autres charges les plus prestigieuses étaient militaires, et seuls pouvaient y aspirer ceux qui s'étaient distingués au combat.

#### Prêtres
Les prêtres étaient exemptés d'impôts et menaient une vie célibataire, rythmée par les jeûnes, les rituels et les pénitences. Ils recevaient leur formation dans le calmecac. Ils avaient un rôle social en s'occupant des hôpitaux et en gardant les livres sacrés. Le clergé recevait de nombreuses offrandes gérées par un trésorier général (tlaquimiloltecuhtli).
Le clergé était ouvert aux femmes et hiérarchisé : les temples de quartiers étaient confiés à de simples desservants. Les provinces étaient sous la responsabilité de prêtres supérieurs. À Tenochtitlan, le mexicatl teohuatsin était une sorte de vicaire général. Enfin, deux grands-prêtres s'occupaient du grand temple de la capitale.

#### Marchands

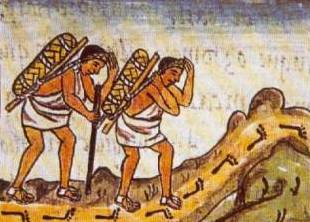
Quand ils ne pouvaient pas transporter leurs marchandises uniquement par voie navigable, les pochtecas aztèques faisaient porter leurs produits par des tlameme équipés d'un mecapal, car ils ne disposaient pas de chariot ni d'animal de trait (Codex florentin).

Les commerçants étaient divisés en deux classes : les tlanamaca, qui vendaient sur les marchés de leur environnement proche des produits issus souvent de leur propre production et portés par eux-mêmes et leurs proches, et les pochteca, qui étaient spécialisés dans le commerce de longue distance et qui faisaient transporter leurs produits par des porteurs professionnels (les tlameme).
Les pochteca constituaient un groupe social très distinct des autres : ils habitaient des quartiers qui leur étaient réservés, se mariaient entre eux et avaient leurs propres tribunaux. C'est le caractère semi-militaire de leurs activités qui explique en partie ces particularismes. En effet, comme ils formaient des caravanes et partaient pour des expéditions lointaines, jusqu'à l'isthme de Tehuantepec, pour fournir Tenochtitlan en produits exotiques, ils servaient également souvent d'espions (naualoztomeca) et devaient fréquemment combattre dans les lointaines contrées hostiles où ils s'aventuraient.
Ce rôle important dans la société aztèque leur conférait des avantages sociaux par rapport aux autres plébéiens : ils étaient dispensés du service personnel et de la participation aux travaux publics organisés par l’État ; leurs enfants pouvaient fréquenter le calmecac, collège réservé à l’aristocratie ; ils avaient également le droit de porter des bijoux en or et des vêtements luxueux lors de circonstances exceptionnelles, comme certaines fêtes. En revanche, même si ces commerçants jouissaient de grands privilèges politiques et économiques, ils devaient éviter de faire étalage de richesse et de gloire pour ne pas heurter les pipiltin et leur donner l'impression d'empiéter sur leurs privilèges. On attendait d’eux un comportement « humble » et parfois les biens des commerçants riches étaient confisqués par l’État.
Le pochtecatlatoque était un dignitaire, généralement le plus âgé des pochteca, chargé d'organiser le commerce et d'administrer les marchés. Quant aux tlatlani, ils étaient spécialisés dans la traite des esclaves et étaient très riches.

#### Plébéiens
Les macehualtin (sing. macehualli), c'est-à-dire les « gens du commun », formaient la majorité de la population. Ils étaient astreints au service militaire ainsi qu'aux travaux collectifs et devaient payer un tribut à l'État aztèque. Groupés en calpulli (l'unité sociale de base dans toute la Mésoamérique), ils exerçaient différentes fonctions : artisans, artistes, paysans. Les terres appartenaient collectivement aux calpulli et chaque famille en recevait une parcelle en usufruit.
Comme ils accomplissaient un service militaire, il existait une certaine mobilité sociale : le guerrier qui se distinguait au combat en faisant au moins quatre prisonniers sur le champ de bataille pouvait s'élever dans la hiérarchie sociale en accédant au statut de cuauhpilli, qui lui octroyait certains privilèges héréditaires dont jouissaient les pipiltin. Il s'était ainsi formé une aristocratie de rang inférieur au sein de la caste des guerriers jaguars et des guerriers aigles.
Les macehualtin n'avaient pas le droit de porter les mêmes vêtements que les pipiltin (voir image ci-contre) : si tous portaient une cape ou manteau appelé tilmatli, celui des macehualtin était en fibres de maguey, alors que celui des pipiltin était en coton ; de plus, le tilmatli des pipiltin descendait jusqu'aux chevilles, alors que celui des macehualtin ne descendait que jusqu'aux genoux. Les artisans, appelés « Toltèques » étaient organisés en corporations et avaient leurs propres dieux et lieux de culte.
Au-dessous des macehualtin, existait une catégorie de déclassés appelés mayeque, qui ne faisaient partie d'aucun calpulli et cultivaient les terres des seigneurs. Un macehualli qui ne remplissait pas ses obligations était susceptible de régresser dans cette catégorie. Les paysans sans terre (tlalmaitl) n'étaient pas des citoyens aztèques : ils ne payaient pas l'impôt mais devaient faire leur service militaire.

#### Esclaves
L'esclavage existait chez les Aztèques : les esclaves appartenaient à un maître et n'avaient pas de droits civiques. Certains d'entre eux, capturés à la guerre, étaient destinés à être sacrifiés. Les autres, appelés tlatlacotin, pouvaient le devenir pour des raisons diverses : pour avoir commis un délit, ou encore parce qu'ils s'étaient vendus eux-mêmes ou avaient été vendus par leurs parents, lors d'une famine par exemple ou pour payer des dettes.
Ils semblent avoir été bien traités, et certains possédaient des biens, des terres et même d'autres esclaves. Cependant, dès qu'ils devenaient esclaves, tous les animaux et tout l'argent qu’ils possédaient allaient à leur acheteur. Ils pouvaient se marier et leurs enfants étaient libres. Les femmes esclaves pouvaient être mises en liberté si elles avaient des enfants avec leur maître ou si elles étaient mariées avec lui. Les esclaves pouvaient acheter leur affranchissement ou être libérés à la mort de leur maître. En règle générale, à la mort du maître, les esclaves qui avaient rendu des services remarquables étaient libérés. Les autres esclaves étaient transmis dans le cadre de l’héritage. Les empereurs pouvaient décider d’affranchissements massifs. Au moment de la vente d'esclaves, ceux qui réussissaient à s'enfuir et à franchir la porte du palais devenaient libres.

### Éducation

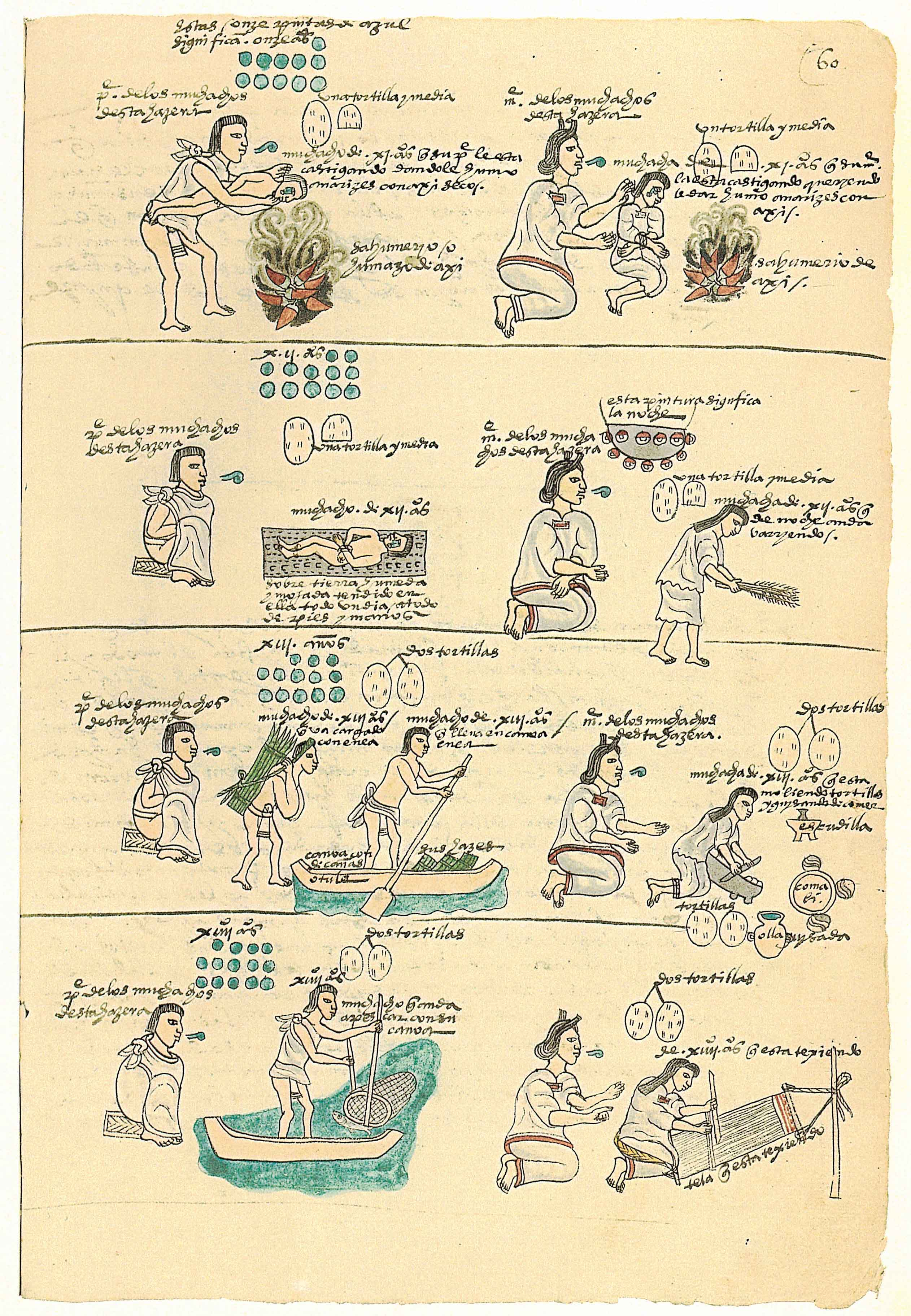
Le folio 60r du Codex Mendoza montre comment les parents mexicas éduquaient leurs enfants.

Tous les enfants, quel que soit leur sexe ou leur rang social, recevaient l'une ou l'autre forme d'éducation. Dans un premier temps, jusqu'à l'âge de quinze ans selon le Codex Mendoza, les enfants étaient éduqués par leurs parents dans le cadre du calpulli. L'âge à partir duquel ils fréquentaient une école varie sensiblement selon les autres chroniqueurs : Bernardino de Sahagún parle de 10, 12 ou 13 ans, Alonso de Zorita de 5 ans, tandis que chez Juan de Torquemeda on trouve 5 ou 6 ans. L’apprentissage de formules appelées huehuetlatolli (« paroles de l’ancien ») constituait une grande partie de l’enseignement. Il s’agissait le plus souvent de formules pieuses et de proverbes basés sur les valeurs de la société aztèque. Elles étaient empruntées au fonds culturel nahua et ont évolué au cours des siècles. Les pères enseignaient à leurs filles à rester propres mais de ne pas trop se maquiller pour ne pas ressembler à des ahuianis. Les mères leur apprenaient à toujours aider leur futur mari. Les filles apprenaient les techniques artisanales et à élever les enfants. Elles n’apprenaient ni à lire, ni à écrire. Les garçons devaient être humbles, obéissants et travailleurs[réf. nécessaire].
En principe, les enfants et les adolescents entre 10 et 15 ans devaient fréquenter les écoles qui étaient de deux types : les telpochcalli (« maison des jeunes ») dispensaient un enseignement de base (histoire, religion, artisanat, agriculture) et militaire. L'enseignement était gratuit pour les filles et les garçons dans les collèges de quartier. Les calmecac étaient spécialisées dans l’écriture, l’astronomie, l’administration publique et la théologie. Elles étaient fréquentées principalement par les fils des pillis. Les professeurs (tlamatimine) y imposaient une éducation sévère : bains froids le matin, punitions corporelles, saignées, tests d’endurance. Elles formaient des chefs (tlatoque), des prêtres (tlacuilo), des professeurs (tlatimini), des guérisseurs (tizitl) et des artistes (tlacuilos). Les élèves apprenaient les rituels, l’histoire, le calendrier aztèque, la géométrie, la poésie et les arts martiaux (telpochcalli).

### Condition féminine
On dispose de peu d'informations sur la condition et le quotidien des femmes dans la société aztèque parce que les chroniqueurs de l'époque coloniale étaient presque exclusivement des hommes, le plus souvent religieux, qui n'ont pas accordé d'intérêt à ce sujet, qui n'était pas pertinent pour leur propos, à l'exception de Sahagún, qui a rédigé quelques développements sur le travail et les activités domestiques des femmes.
Certaines filles devenaient sages-femmes et recevaient le même apprentissage que les guérisseurs. Il existait des femmes prêtresses, appelées cihuatlamacazque. Elles étaient cependant libres de se marier et de renoncer à leur fonction. Enfin, quelques-unes étaient choisies pour intégrer la maison du chant et de la danse, une occupation de haut rang social[réf. nécessaire].

## Économie
L’économie aztèque peut être divisée en un secteur public, placé sous le contrôle des nobles et des rois, et un secteur commercial qui fonctionnait de manière indépendante du pouvoir politique. Le secteur public de l'économie reposait sur le contrôle des terres et du travail par les tlatoque et les pipiltin, qui possédaient toutes les terres ; les macehualtin avaient accès aux terres agricoles et à d'autres domaines grâce à une variété d'arrangements, de la location par le biais du métayage, jusqu’au servage et à l'esclavage. Ces redevances des roturiers aux nobles permettaient à la fois un mode de vie somptueux pour la haute noblesse et le financement des altepeme. De nombreuses marchandises de luxe étaient produites pour la consommation des nobles. Les producteurs de plumes, de sculptures, de bijoux et autres articles de luxe étaient des spécialistes qui travaillaient à temps plein pour les nobles qui les employaient.

### Agriculture
La prospérité de la civilisation aztèque a en grande partie reposé sur une agriculture efficace qui a permis de nourrir des millions d’individus. Les Aztèques ont d’abord pratiqué une agriculture vivrière pluviale qui s’est améliorée progressivement.[réf. nécessaire]

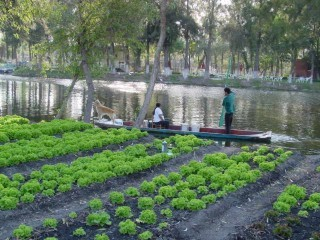
Des chinampas modernes

La principale méthode d'agriculture intensive était la culture en terrasses au moyen de murets en pierre. Dans les vallées et les bassins, les paysans aztèques utilisaient diverses techniques d’irrigation, telles que les canaux et les digues ; au XVe siècle, une grande partie des eaux de la rivière Cuauhtitlan ont notamment été détournées à des fins d'irrigation des champs vers le lac Zumpango.
Dans les régions marécageuses du Lac Xochimilco, les Aztèques ont créé de nouvelles terres cultivables grâce aux chinampas,, ancienne technique maya de jardins flottants. Pour cela, ils prélevaient de la boue dans le fond du lac qu’ils déposaient sur de larges radeaux constitués de branches et de végétaux coupés,. Ces îlots artificiels étaient séparés par des canaux étroits qui permettaient aux paysans de circuler en canots. Ces chinampas étaient très fertiles et pouvaient produire plusieurs récoltes par an. Avant d’effectuer les plantations, les agriculteurs créaient d'abord des pépinières, sur des radeaux de roseaux, où ils semaient des graines pour les faire germer. Ensuite, les plants étaient repiqués dans les chinampas. Cette méthode entraînait une réduction considérable du délai entre les récoltes successives[réf. nécessaire].
Les villes possédaient également de petits champs et des jardins : chaque famille pouvait ainsi faire pousser du maïs, des fruits, des plantes médicinales. Parmi toutes les plantes cultivées par les Aztèques, le maïs était l’une des plus importantes et constituait l’essentiel de leur alimentation. Pour préparer la tortilla Les femmes produisaient de la farine en écrasant le maïs avec une meule en pierre appelée mano frottée contre une pierre plate appelée metate. Cette céréale était cultivée en terrasse, en vallée et dans les chinampas.[réf. nécessaire] Le maïs était stocké, dans les champs, dans des greniers en céramique (cuezcomatl) ou des casiers en bois verticaux ; il était également stocké dans les habitations, parfois dans une salle spéciale, mais il n'y a pas de trace de greniers collectifs de grande dimension, hormis dans les palais des dirigeants.
Les autres productions agricoles de l’Empire aztèque était l’avocat, les haricots, les courges, les patates douces, les tomates, l’amarante, la sauge, le piment. Dans les régions littorales tropicales poussaient le coton, le cacao et l’arbre à caoutchouc. On attribue également aux Aztèques la domestication d’une sous-espèce de dindon sauvage, Meleagris gallopavo , originaire de cette région.

### Transports

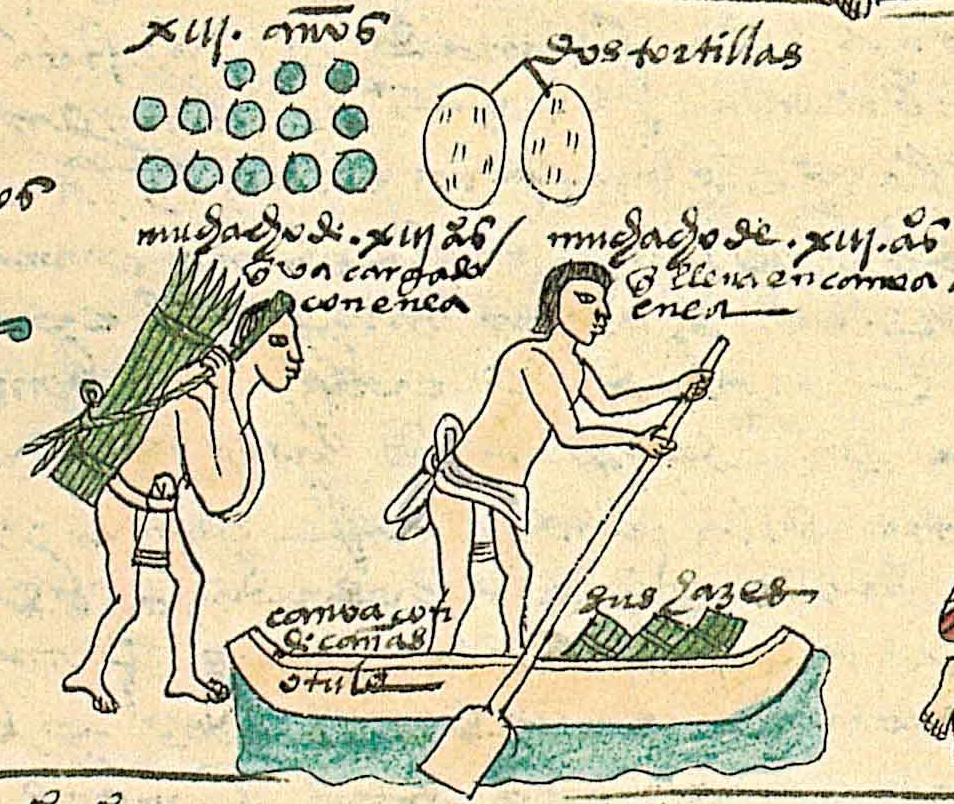
Moyens de transports aztèques : le mecapal et le canot (Codex Mendoza, folio 60r).

En l'absence d'animaux de trait et de véhicules à roues, le principal mode de transport utilisé en Mésoamérique était la marche.
Pour transporter des produits, on utilisait le plus souvent un mecapal, système de sangle frontale en coton ou en fibre de maguey attachée à deux cordes qui supportent le poids des produits chargé sur le dos. Ce travail devint, au moins à partir de l´expansion des territoires tributaires de la Triple Alliance, la principale fonction d´ouvriers spécialisés ; ces porteurs (tlameme en nahuatl) étaient entraînés dès l´âge de cinq ans. Adultes, ils transportaient généralement des charges de près de 23 kg sur des distances de 21 à 28 km.
En Mésoamérique, les routes ont été conçues pour voyager à pied, donc sur de courtes distances et en se souciant moins, en comparaison avec les voies carrossables, des difficultés de franchissement liées à la nature du terrain. La principale contribution de l'État aztèque fut le développement d'un réseau de communication avec les villes tributaires. Habituellement, ces routes étaient entretenues grâce à un tribut, et les voyageurs avaient à leur disposition des endroits pour se reposer et manger et même pour utiliser des latrines à intervalles réguliers, environ tous les dix ou quinze kilomètres. Des coursiers (paynani) circulaient constamment sur ces voies, pour garder les Aztèques au courant des événements, et aider à contrôler l'intégrité des routes[réf. nécessaire].
Dans la vallée de Mexico, la présence d'un grand bassin lacustre permit aux peuples indigènes de développer la navigation sur canot et de s'affranchir ainsi des limitations physiques du transport pédestre. En effet, l'usage d'embarcations permettait à une seule personne de transporter près d'une tonne de produits par jour, soit environ 40 fois plus qu'à pied avec un mecapal. En conséquence, la navigation s'était développée de manière tellement importante sur le bassin de Mexico à l'époque aztèque que le conquistador Bernal Díaz del Castillo évoque au début du XVIe siècle une « multitude de canots » et que la carte de Mexico-Tenochtitlan attribuée à Hernán Cortés représente de nombreuses embarcations. Les chroniqueurs évoquent également leur usage lors de conflits lacustres.
De ce point de vue, l'implantation de la capitale aztèque au milieu du lac Texcoco représentait un grand avantage logistique, qui était indispensable à l'approvisionnement en nourriture d'une grande métropole, tout comme les nombreuses ressources alimentaires de cet écosystème lacustre et la possibilité d'y cultiver intensivement sur chinampa. Ces avantages contredisent le mythe d'une sédentarisation subie dans un environnement hostile[réf. nécessaire].

### Monnaies

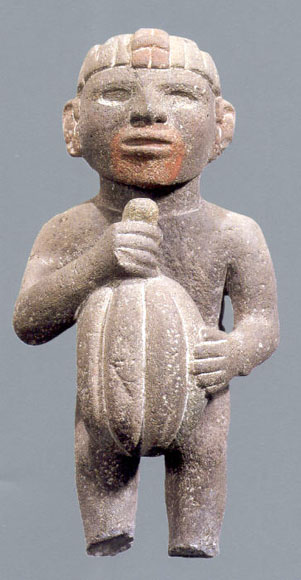
Statue aztèque d'un homme tenant une sorte de cabosse de cacao.

Le chroniqueur espagnol Alonso de Zurita affirme que les Aztèques n'utilisaient pas de monnaie, mais il faut le comprendre, selon la mésoaméricaniste Jacqueline de Durand-Forest, au sens exclusif d'« espèce métallique frappée du sceau de l'État ou du Prince ». En réalité, les recherches historiques contemporaines attestent que plusieurs types de monnaies étaient utilisées régulièrement, en particulier les graines de cacao, le coton, de petites haches en cuivre et la poudre d'or (stockée dans des calamus de plumes), ainsi que des plaques d'étain, des perles de jade en collier, des bouts de cuivre en forme de T appelés « aigles de Moctezuma » (« quauhtli »), du sel, des cloches en bronze, des coquillages du genre Spondylus en provenance du Pacifique peints en rouges et des pierres précieuses.
Les petits achats étaient réglés avec des fèves de cacao, qui étaient importées des zones tropicales du sud de la Mésoamérique, principalement du Xoconochco (le plus méridional des territoires tributaires du pouvoir mexica) ; une liste de prix dans les marchés coloniaux de 1545 indique ainsi qu'un petit lapin valait 30 fèves, un œuf de dinde 3 fèves, et un tamal une seule. Cette monnaie d'échange était tellement courante qu'elle faisait l'objet de contrefaçons utilisant des haricots colorés, et de lois spécifiques pour punir ces contrefaçons.
Pour des achats plus importants, les Aztèques utilisaient des quachtli, sortes de capes ou de couvertures en coton de longueur standard ; il existait différentes qualités de quachtli, d'une valeur allant de 65 à 300 fèves de cacao. Selon Motolinia, avec 20 quachtli on pouvait entretenir un roturier pendant un an à Mexico-Tenochtitlan. Un homme pouvait aussi vendre sa propre fille comme esclave sexuelle ou pour un sacrifice religieux, généralement environ 500 à 700 fèves[réf. nécessaire]. Une statue en or de petite taille (environ 0,62 kg) coûtait 250 fèves. La monnaie était utilisée principalement dans les nombreux marchés qui avaient lieu périodiquement dans chaque ville[réf. à confirmer]. Toutefois, cette base monétaire de fèves de cacao ou de quachtli de coton servait rarement à échanger des services et jamais pour des terres.

### Commerce
Dans l'empire aztèque, le commerce était extrêmement développé. Une circulation de biens entre les hautes terres productrices de maïs, de haricots, entre autres, et les basses terres côtières tropicales beaucoup plus riches et qui fournissaient le cacao, le coton, les plumes d’oiseaux pour les parures, l'obsidienne, donnait lieu aux activités d’une classe spécialisée de marchands, les pochteca. Cette circulation marchande doublait la circulation des mêmes produits sous la forme du tribut à l’État aztèque. Dans une lettre à Charles Quint, Hernan Cortez rapporte que l'immense marché de Tlatelolco, ville jumelle de Tenochtitlan, recevait 60 000 visiteurs par jour. Selon leur fréquentation, les types de produits et la fréquence de leur tenue, on peut classer les marchés de la vallée de Mexico en quatre catégories : dans la catégorie supérieure, il n'en existait qu'un, celui de Tlatelolco, dans la deuxième catégorie on ne comptait que quelques très grands marchés, comme ceux de Texcoco ou de Xochimilco; une troisième catégorie comprenait les marchés des centres urbains des altepetls; dans la quatrième catégorie entraient les marchés villageois. Si les plus grands marchés se tenaient chaque jour, les centres de la troisième catégorie n'avaient qu'un marché hebdomadaire (tous les cinq jours), tandis que les plus petits marchés se tenaient encore moins fréquemment.
Sur ces marchés tianquiztli en nahuatl, chaque produit avait un lieu de vente déterminé. La vente se réalisait à la pièce ou à la mesure. Les jours de marché étaient fériés. Des tribunaux spéciaux, contrôlés par les marchands, tranchaient les conflits entre vendeurs et acheteurs et le chef des marchands fixait le prix des marchandises. Il était interdit de vendre les produits en dehors des places de marché. Sur les marchés plus petits et dans les localités de moindre envergure, le commerce était aux mains de marchands appelés tlanecuilo. Ils vendaient des produits de consommation courante et de la nourriture. Les marchés locaux étaient essentiels pour les populations étant donné que les Aztèques n’avaient pas d’animaux de trait ou de bât.
Certains vendeurs sur les marchés étaient de petits vendeurs, des agriculteurs pouvaient vendre certains de leurs produits, les potiers vendaient leurs vaisselle, et ainsi de suite. D'autres fournisseurs étaient des marchands professionnels qui voyageaient d'un marché à l’autre à la recherche de profits. Les pochtecas étaient des marchands spécialisés organisés en corporations exclusives. Ils entreprenaient de longues expéditions dans toutes les régions de la Mésoamérique, et ils servaient de juges et de superviseurs au marché de Tlatelolco. Bien que l'économie des Aztèques du Mexique fût commerciale (par l’utilisation de la monnaie, les marchés et les commerçants), ce n'était pas, selon Michael E. Smith « une économie capitaliste parce que la terre et le travail n'étaient pas des produits à vendre. »

### Tribut

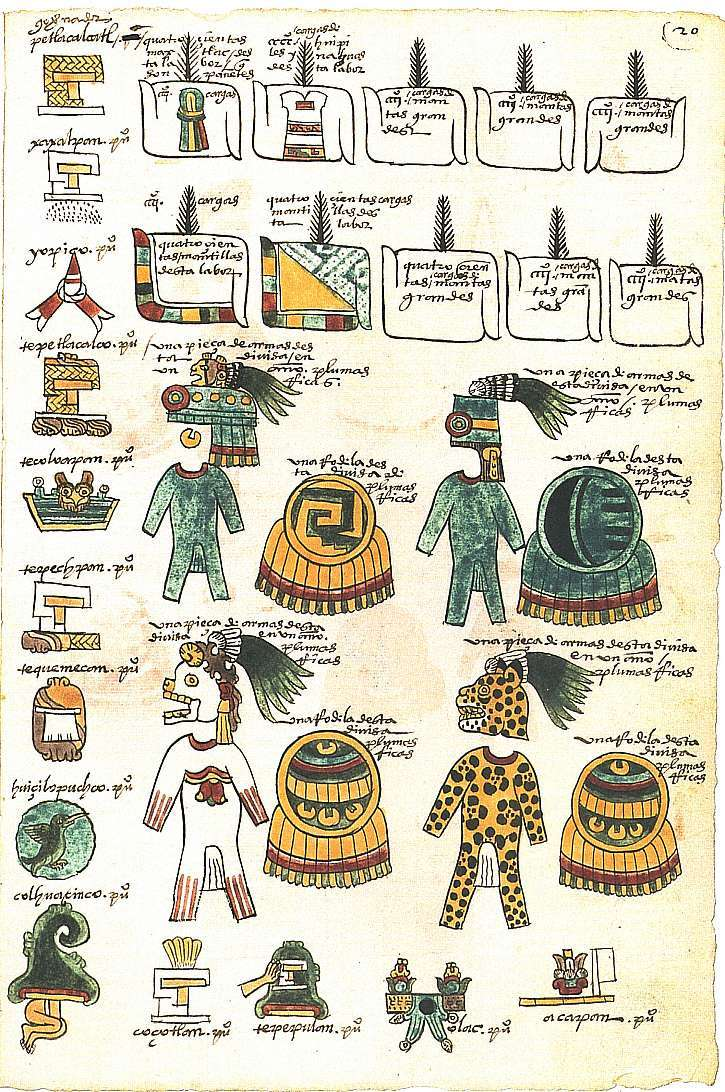
Exemples de tributs payés par les altepeme soumis au pouvoir mexica (Codex Mendoza, folio 20r).

Plusieurs pages du codex Mendoza énumèrent les villes tributaires avec les marchandises qu'elles ont fournies, qui comprennent non seulement des objets de luxe, comme des plumes, des costumes ornés et des pierres vertes, des perles, mais aussi beaucoup de biens d’usage courant, comme le tissu, le bois de chauffage et la nourriture. Un tribut était généralement payé en deux ou quatre fois par an à des périodes différentes.
Des fouilles archéologiques dans les provinces aztèques ont montré que l'incorporation dans l'empire avait à la fois des coûts et des avantages pour les peuples d’une province. Sur le plan positif, l'empire pouvait promouvoir le commerce et les échanges de marchandises exotiques allant de l'obsidienne au bronze pouvaient atteindre les maisons des roturiers aussi bien que celles des nobles. Les partenaires commerciaux comprenaient l'ennemi tarasque, fournisseur d’outils en bronze et de bijoux. Sur le plan négatif, le tribut impérial imposait un fardeau sur les foyers, qui devaient travailler davantage pour payer leur part du tribut. Les nobles, d'autre part, étaient bien souvent exclus du tribut bien que soumis au pouvoir impérial, à cause de la nature décentralisée de l'organisation impériale. L'empire devait compter sur les rois et les nobles locaux et leur offrait des privilèges pour qu’ils l’aident au maintien de l'ordre et au versement du tribut.

### Exportations et importations
Les Aztèques admiraient tellement l’artisanat mixtèque qu'ils faisaient venir à Tenochtitlan des orfèvres et leur demandaient de travailler l'or dans le style mixtèque. Les Aztèques admiraient également les codex mixtèques, aussi certains d'entre eux ont été réalisés par les Mixtèques pour les Aztèques. À l’époque tardive, les femmes de la haute société aztèque ont commencé à porter des vêtements mixtèques, en particulier le quechquemitl. Il était porté sur le huipil traditionnel, et très convoité par les femmes qui n'avaient pas les moyens de s’offrir ces marchandises importées. La situation était analogue à bien des égards à celle de la culture phénicienne, qui a importait et imitait les objets d'art des cultures qu'ils rencontraient[réf. nécessaire].
Les archéologues n'ont généralement pas de problème pour faire la différence entre les objets mixtèques et aztèques. Toutefois, les Mixtèques fabriquaient des produits spécifiquement conçus pour l’exportation, ce qui rend la classification plus problématique. En outre, la production artisanale était un élément important de l'économie des Mexicas, qui fabriquaient également des pièces destinées à être exportées[réf. nécessaire].
Par ailleurs, les archéologues de la fin du XXe siècle ont pu établir que les Aztèques achetaient de manière commune et massive des outils en bronze (aiguilles à coudre, clochettes) importés de l'ouest (actuels états de Michoacan et de Jalisco), et dont on a retrouvé la trace dans de nombreuses habitations de tout rang. Ce commerce était probablement réalisé par des contrebandiers, plutôt que par les réseaux officiels de commerce, car l'essentiel de la production de bronze était tarasque et les États aztèques et tarasques étaient ennemis, en conflit, au point que leur frontière commune était fortifiée et fermée au commerce.

## Religion

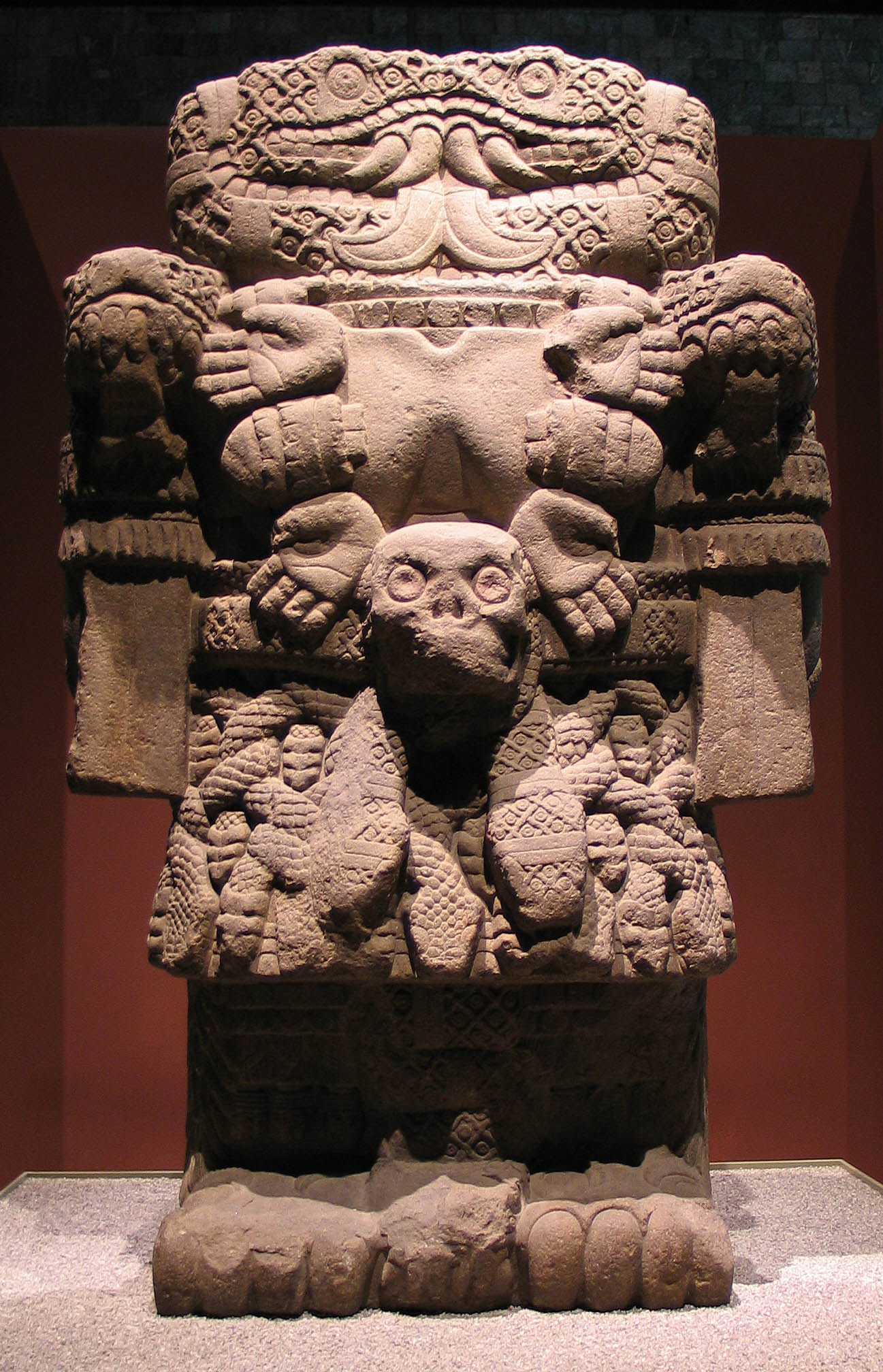
Monolithe de Coatlicue représentant la déesse aztèque de la terre (Musée national d'anthropologie).

Les Mexicas font référence à au moins deux manifestations du surnaturel : teotl et ixiptla. Teotl, que les Espagnols et les savants européens ont systématiquement traduit improprement par « dieu » ou « démon », visait plutôt une force impersonnelle qui imprégnait le monde. Les ixiptla, en revanche, étaient des représentations physiques (les idoles, statues et figurines) représentant les teotl ainsi que l'activité humaine de culte autour de cette représentation physique. Les dieux Mexicas eux-mêmes n'avaient pas d'existence comme entités distinctes en dehors de ces représentations ixiptla de teotl.

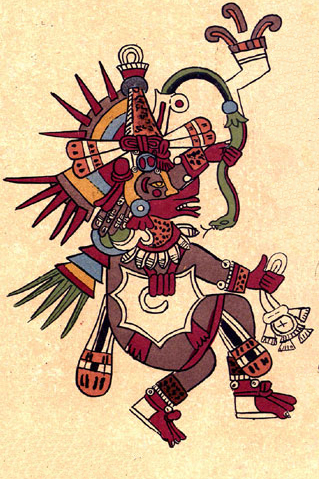
Représentation du dieu Quetzalcóatl (Codex Borbonicus).

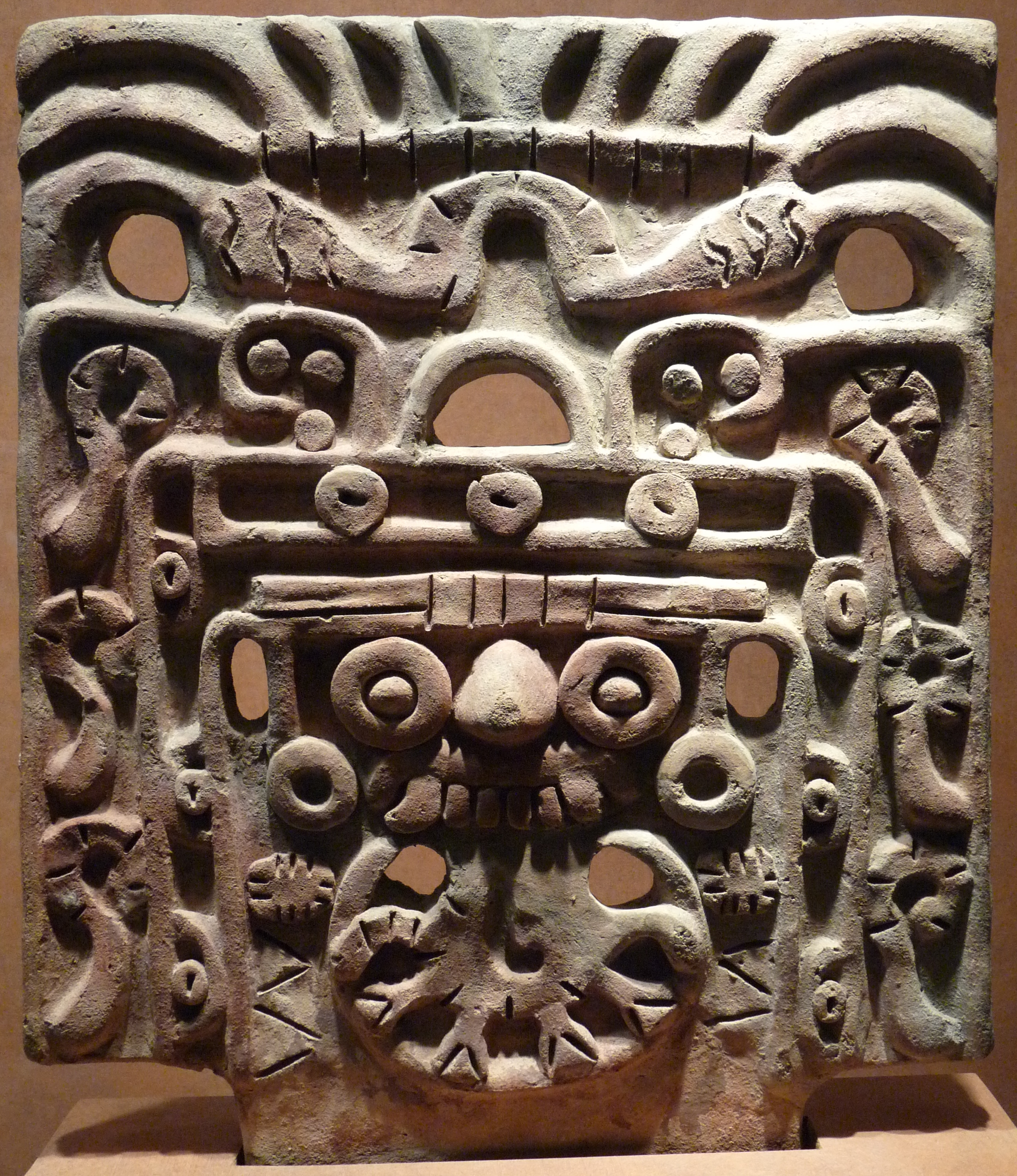
Représentation de Tlaloc, divinité de la pluie.

Caractérisée par son syncrétisme, la religion aztèque était un mélange de traditions polythéistes, chamanistes et animistes héritées pour la plupart de civilisations plus anciennes du Mexique central. Elle constitue une synthèse de la religion astrale des nomades chichimèques et de la religion agraire des peuples sédentaires du Mexique central. Parmi les emprunts faits aux Otomis, on peut citer celui du « vieux dieu » du feu, Huehueteotl, parfois appelé « Seigneur otomi ». Dans le panthéon aztèque, le dieu agraire de la pluie ou l'eau (Tlaloc) et le serpent à plumes (Quetzalcóatl) tenaient une place très importante aux côtés de Huitzilopochtli, le dieu tribal originel des Mexicas
La vénération de Huitzilopochtli, la personnification du soleil et de la guerre, était au centre de la religion, des pratiques sociales et politiques des Mexicas. Huitzilopochtli atteignit cette position centrale après la fondation de Tenochtitlan et l’organisation sociale de la cité-État mexica au XIVe siècle. Avant cela, Huitzilopochtli était associé principalement à la chasse, sans doute l'une des plus importantes activités de subsistance des groupes itinérants qui allaient devenir les Mexicas. Selon le mythe, Huitzilopochtli avait guidé les voyageurs pour fonder une ville sur le site où ils verraient un aigle dévorant un serpent perché sur un cactus portant des fruits. On a dit que Huitzilopochtli avait tué son neveu, Copil, a jeté son cœur dans le lac. Huitzilopochtli a honoré Copil en faisant pousser un cactus au-dessus du cœur de Copil. La légende veut que ce soit sur ce site que les Mexicas ont construit leur capitale Tenochtitlan. Cette vision légendaire est représentée sur les armoiries du Mexique[réf. nécessaire].
Selon leur propre histoire, lorsque les Mexicas arrivèrent dans la vallée de l'Anahuac (Vallée de Mexico) autour du lac Texcoco, les groupes qui vivaient là les considérèrent comme non-civilisés. Les Mexicas ont emprunté une grande partie de leur culture aux anciens toltèques qu’ils semblent avoir au moins partiellement confondus avec la civilisation plus ancienne de Teotihuacán. Pour les Mexicas, les Toltèques étaient à l'origine de toute culture ; Toltecayōtl était synonyme de « culture ». Les légendes Mexica identifiaient les Toltèques et le culte de Quetzalcóatl avec la ville mythique de Tollan, qui sont également identifiés avec la cité plus ancienne de Teotihuacan[réf. nécessaire].

### Mythologie

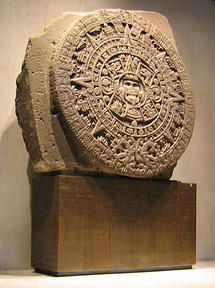
La pierre du soleil aztèque, également connue sous le nom de « calendrier aztèque », synthétise l'essentiel de la cosmogonie aztèque (Musée national d’anthropologie, Mexico).

#### Cosmogonie
Les dieux, selon les croyances en vigueur au Mexique à l'époque aztèque (XIVe siècle de notre ère), avaient successivement créé quatre mondes ou « soleils », chaque fois anéantis. Le premier, formé sous un Soleil d'escarboucles (autre nom du rubis, pierre précieuse d’un rouge vif), disparut dans des cataractes torrentielles ; les quelques êtres humains qui survécurent devinrent des poissons. Le deuxième monde, constitué sous un Soleil de feu, fut détruit par des jets de flammes, et les hommes furent changés en divers animaux. Le troisième monde, né sous un Soleil noir, fut englouti à la suite d'un tremblement de terre, et les hommes furent dévorés par les bêtes sauvages. Le quatrième monde, apparu sous le Soleil de l'air, s'acheva par la métamorphose des hommes en ouistitis. Enfin, un cinquième monde fut créé par Quetzalcóatl et Xólotl, qui connut le Déluge universel : seuls un homme et une femme parvinrent à gagner le sommet de la montagne et évitèrent l'extermination ; ils repeuplèrent la terre telle que devait la connaître et la travailler le peuple aztèque.

#### Divinités
La religion aztèque comportait un grand nombre de dieux, en particulier pour tous les phénomènes naturels, ainsi que pour la vie quotidienne. Il existait par exemple 400 dieux pour le pulque, c'est-à-dire la sève fermentée de l'agave (le nombre 400 symbolisant l'infini).
Mais même s'il intégrait avec une facilité exceptionnelle de nombreux dieux étrangers, le panthéon aztèque restait dominé par leur dieu tribal originel du soleil et de la guerre, Huitzilopochtli, dont ils se considéraient comme le peuple élu.
Avec Tlaloc, le dieu de la pluie et de l'agriculture qu'on retrouve sous différents noms au sommet du panthéon de toutes les civilisations mésoaméricaines, ils avaient leur temple sur la pyramide principale du Templo Mayor de la capitale et leurs prêtres étaient au faîte de la hiérarchie sacerdotale. Quetzalcoatl (dieu de la civilisation, d'origine toltèque) et son ennemi Tezcatlipoca (dieu de la mort) étaient également très vénérés[réf. nécessaire].

#### Vie après la mort
Selon les croyances aztèques, les guerriers morts au combat ou sacrifiés se rendaient au ciel oriental près du Soleil puis revenaient sous forme d'un papillon ou d'un colibri au bout de quatre ans,. Mais les gens du commun n'échappaient pas au Mictlan et disparaissaient après un voyage difficile de quatre ans,. Les noyés allaient au tlalocan, « paradis » du dieu de la pluie Tlaloc.

### Rites
La vie rituelle aztèque était intense et réglée par le calendrier aztèque, en particulier le tonalpohualli, calendrier divinatoire sacré de 260 jours. Le culte aztèque se caractérise par la fréquence exceptionnellement élevée des sacrifices humains, plus documentée que dans toute autre civilisation.

#### Différentes étapes de la vie
La religion et les superstitions imprégnaient tous les aspects de la vie quotidienne des Aztèques. Dans les quatre jours qui suivaient sa naissance, l'enfant recevait son nom par un prêtre. Il subissait un lavage rituel et la cérémonie était achevée par un banquet. Une sage-femme s'occupait de la femme enceinte et veillait à ce que certains tabous soient respectés comme celui de ne pas regarder d'objet rouge.
La cérémonie du mariage, organisée chez l'homme, donnait lieu à des rites comme le partage d'un plat commun par les époux. Après quatre jours de prières, le mariage pouvait être consommé sexuellement. La polygamie était une pratique courante, surtout parmi les classes sociales élevées. Certains seigneurs, ainsi que l'empereur, avaient une épouse principale et plusieurs épouses secondaires. Le divorce était autorisé et le remariage possible.
À l'approche de la mort, le vieillard pouvait confesser ses fautes à un prêtre et devait faire pénitence (scarifications, jeûne, offrandes aux dieux). La plupart des morts étaient incinérés : les femmes mortes en couches, les noyés et les foudroyés étaient enterrés. Au cours de la crémation, on brûlait de la nourriture ou un chien, car Xolotl, dieu à tête de chien avait triomphé des enfers. L'esprit du chien était censé guider l'âme du défunt. La famille du défunt devait encore brûler des offrandes 80 jours après le décès. Le corps de l'empereur était incinéré avec un masque de pierre ou de turquoise ; ses cendres étaient placées dans une jarre avec morceau de jade, symbole de vie. Puis, la jarre était entreposée dans le temple de Huitzilopochtli.

#### Sacrifices humains

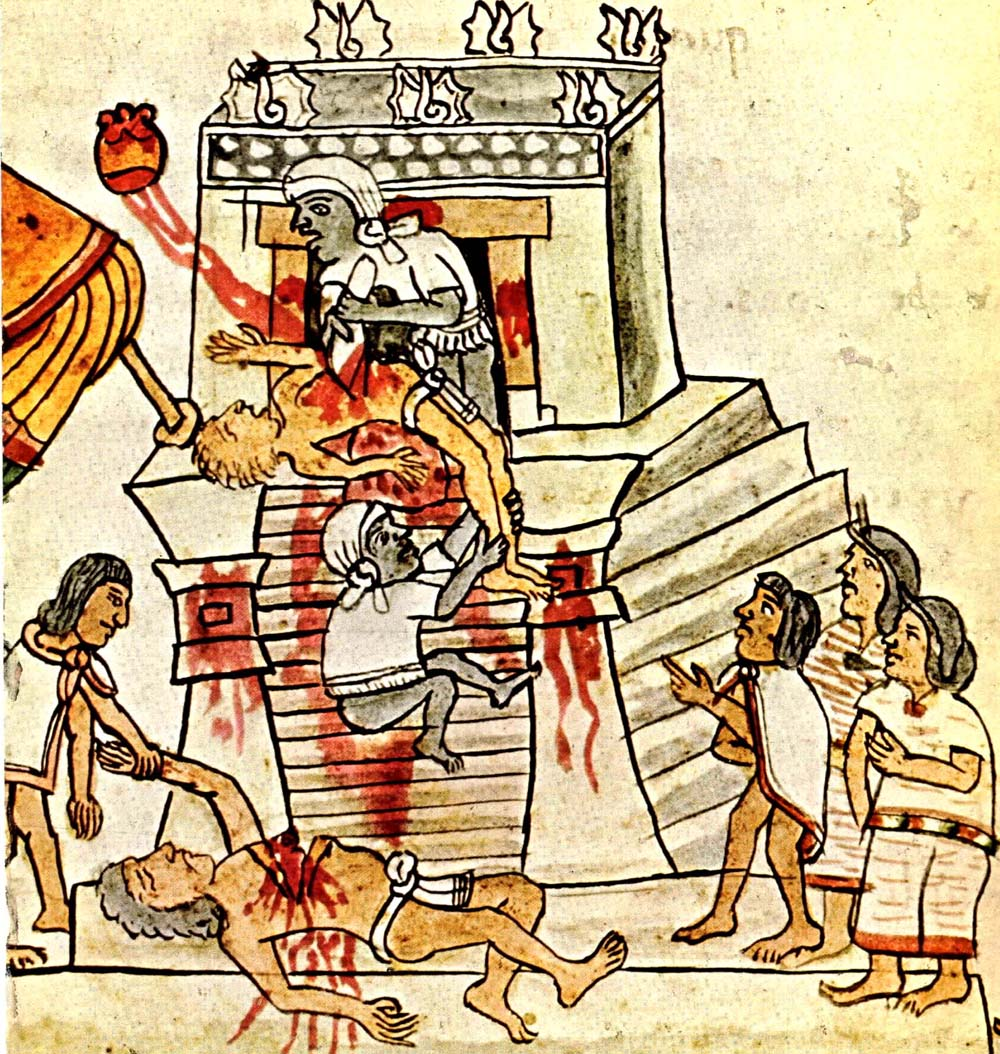
Sacrifice humain par cardiectomie (Codex Mendoza).

Pour la plupart des gens aujourd'hui, et pour les catholiques européens qui, les premiers, ont rencontré les Aztèques, la pratique du sacrifice humain était la caractéristique la plus frappante de la civilisation aztèque ; en effet, bien que le sacrifice humain ait été pratiqué dans toute la Mésoamérique, les Aztèques, si on en croit leurs propres récits, ont étendu cette pratique à un niveau sans précédent. La religion aztèque pratiquait le rite du sacrifice humain de manière régulière et massive : Hernán Cortés a estimé que 3 000 à 4 000 personnes étaient sacrifiées par an. Le nombre de sacrifiés le plus important évoqué dans les chroniques apparaît dans le codex Durán, qui affirme qu'en 1487, pour célébrer la rénovation du Templo Mayor de Mexico-Tenochtitlan par Ahuitzotl, 80 400 captifs auraient été sacrifiés en quatre jours ; cependant, outre le fait que le codex Telleriano-Remensis évoque quatre fois moins de victimes,,, la plupart des experts considèrent que ce chiffre a une valeur symbolique exprimant une quantité infinie et a été très exagéré parce que, d'une part, il n'a pas été confirmé par les excavations et que, d'autre part, cela semble impossible d'un point de vue logistique, si bien que les historiens et les archéologues s'entendent pour dire que 20 000 est un chiffre maximum plus vraisemblable.
Si, probablement, ce sont au départ essentiellement des esclaves qui étaient sacrifiés, comme cela resta le cas dans la civilisation maya, le caractère expansionniste de l'Empire aztèque fit des prisonniers de guerre les principales victimes des sacrifices humains avec les esclaves. Réciproquement, le besoin de captifs à sacrifier augmenta avec l'expansion de l'Empire et constitue une des explications aux guerres perpétuelles des souverains successifs.
On sacrifiait également des condamnés, et certains rituels exigeaient le sacrifice de nobles, de femmes vierges, d'enfants ou encore de « personnes marquées », c'est-à-dire présentant une particularité physique, comme les nains et les bossus. Certains Aztèques se portaient aussi volontaires pour être sacrifiés, afin d'être ainsi divinisés, car ils croyaient que leur destin après la mort dépendait non pas de leurs actions sur terre mais de la façon dont ils mouraient, et les deux morts qu'ils considéraient les plus glorieuses étaient la mort au combat et le sacrifice. Cette croyance était largement répandue en Mésoamérique : cela permet d'expliquer que les ennemis capturés ne résistaient pas quand ils étaient sacrifiés, d'autant qu'ils étaient épuisés après leur voyage du champ de bataille au temple, qu'ils trouvaient dans le sacrifice un moyen digne d'échapper à une vie d'esclave et qu'ils étaient probablement, au moins parfois, drogués.
Les sacrifices avaient généralement lieu dans la cité, dans une enceinte cérémonielle, devant un temple, le plus souvent en haut d'une pyramide dont la montée symbolisait l'approche vers le dieu. Cependant, comme les lieux de culte étaient très variés, on sacrifiait également, en fonction des circonstances, sur la lagune, dans les montagnes (dont les pyramides reproduisent la forme symbolique rapprochant la terre du ciel et abritant le temple-caverne des dieux), aux croisées des chemins ou encore sur le champ de bataille.
Les méthodes de sacrifice étaient variées — pendaison, crémation, noyade — et dépendaient du dieu auquel on consacrait les victimes ainsi que du rituel, mais la forme la plus fréquente était la cardiectomie (extraction du cœur) et se pratiquait sur une victime encore vivante, à l'aide d'un couteau d'obsidienne ou de silex.
Dans le cas de la cardiectomie, la victime était placée sur une pierre de sacrifice (« techcatl ») de forme variable (trapézoïdale, conique ou parallélépipédique), mais presque toujours plus haute que large (sauf dans le cas de l'utilisation des grandes pierres cylindriques semblables à la pierre du Soleil ou la pierre de Tizoc), et d'une taille verticale de plus ou moins 50 cm ; on utilisait aussi parfois comme support des tambours (« teponaztli ») ou le dos d'un prêtre, dont on peut supposer que les chac-mool étaient des substituts en pierre.
Le cœur du sacrifié était ensuite brandi ou lancé vers un symbole du dieu auquel était dédié le sacrifice, voire frotté ou écrasé contre une représentation du dieu. La plupart des sources indiquent que le cœur était finalement déposé dans un réceptacle, souvent un « cuauhxicalli » (« réceptacle de l'aigle »), pour que le dieu puisse le manger ; il pouvait aussi être brûlé, enterré ou mangé. Le sang et le crâne étaient aussi des éléments importants de l'offrande.
Le reste du corps des sacrifiés était généralement coupé en morceaux pour servir aussi bien de parure que de nourriture pour certaines personnes ou des animaux sauvages gardés en captivité (serpents, jaguars).

#### Jeu de balle

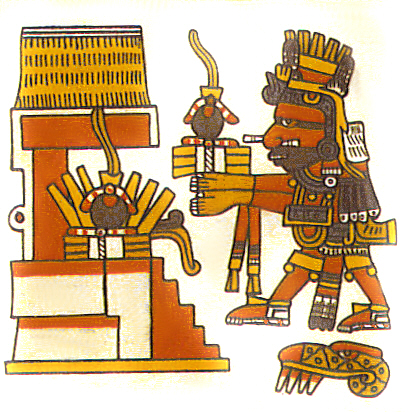
Offrande de balle en caoutchouc au dieu Xiuhtecuhtli (Codex Borgia).

Comme toutes les autres cultures méso-américaines, les Aztèques jouaient une variante de jeu de balle. Ce jeu rituel, appelé tlachtli ou ullamaliztli en nahuatl, était réservé aux classes supérieures de la société aztèque. Deux équipes s'affrontaient sur un terrain en forme de H de longueur variable (30 à 65 m). Son but semble avoir été de faire passer une grosse balle de caoutchouc dur, appelé ulli, d'où est dérivé le mot espagnol désignant le caoutchouc, Hule, dans un anneau vertical fixé à environ trois mètres de haut. Il y avait deux anneaux, fixés à deux murs l'un en face de l'autre.
Les règles du jeu étaient complexes. Les joueurs n'avaient le droit de frapper la balle qu'avec leurs genoux et leurs hanches, à l'exclusion de toute autre partie du corps. La balle ne devait pas toucher terre, et si la balle tombait, l'équipe qui l'avait laissée tomber écopait d'une pénalité. Le jeu en soi était assez violent, car, bien que les joueurs fussent munis d'un équipement de protection, il n'était pas rare qu'un participant décédât d'un coup reçu dans l'estomac.
Le jeu avait d'évidentes connotations religieuses : le terrain devait être consacré, tout comme un temple. Il avait des aspects symboliques : la trajectoire de la balle au cours du jeu reproduisait la course du soleil nocturne dans l'inframonde, représenté par le terrain. Le tlachtli avait aussi un aspect profane. Une partie donnait lieu à des paris considérables colliers en or, jade, turquoise, vêtements de luxe, esclaves ou encore maisons : le parieur pouvait se ruiner ou vivre de cette pratique. L'enjeu de la partie pouvait dépasser le simple pari : une partie célèbre, qui opposa le tlatoani aztèque Axayacatl au souverain de Xochimilco, se termina par l'annexion de Xochimilco par les Aztèques.

#### Centres religieux

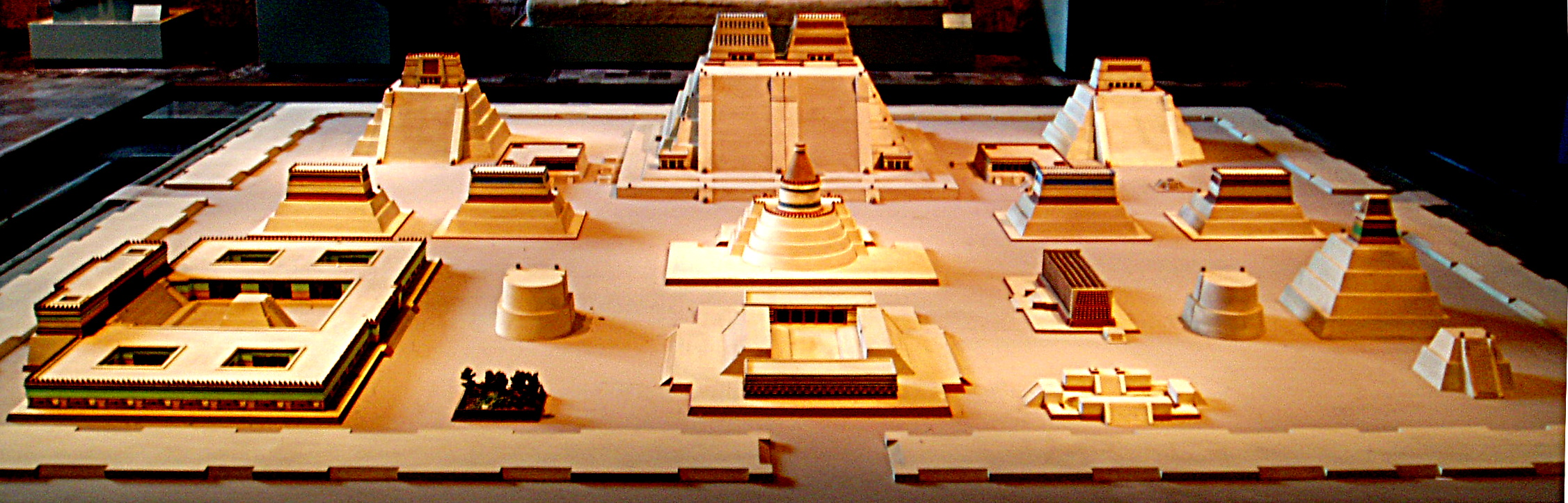
Reconstitution du Templo Mayor de Mexico-Tenochtitlan (Musée National d'Anthropologie de Mexico).

C’était à Mexico-Tenochtitlan que l’on trouvait l’acropole la plus importante, l'enceinte du Templo Mayor. Elle était située au centre géographique de la ville, la où se croisaient les trois routes principales qui reliaient la ville à la terre et était entourée d'une muraille appelée le mur des serpents. À l’intérieur se trouvaient plusieurs pyramides surmontées de temples pour des dieux différents.
Le temple le plus important et le plus haut était le Templo Mayor, qui était composé d'une pyramide à degrés surmontée de deux temples. Les deux temples en question étaient le temple de Tlaloc, dieu de la pluie, à gauche, qui était surmonté d’une crête bleue, et le temple de Huitzilopochtli, à droite, surmonté d’une crête rouge incrustée de crânes.
À droite du Templo Mayor se trouvait le temple de Chicomecoatl, et à gauche celui de Tezcatlipoca. En face du temple Mayor, il y avait le temple de Quetzalcóatl. Puis, à droite et à gauche du temple de Quetzalcóatl se trouvaient quatre temples pour les dieux des peuples conquis.
Ensuite, derrière le temple de Quetzalcóatl se trouvait le terrain de jeu de balle. À gauche de celui-ci se trouvait le temple de Xipe Totec, qui lui aussi n’avait pas la classique forme pyramidale mais était composé d’un enclos de murs bas, qui renfermaient une cour dans laquelle se trouvait un petit autel pour les sacrifices. À gauche du jeu de pelote se trouvait l’autel des crânes.

## Médecine
Les guérisseurs (tizitl ou ticitl) étaient spécialisés : certains apprenaient à reconnaître et classer les plantes médicinales ; les autres élaboraient des traitements qui étaient vendus dans les tlapalli. Plus d’une centaine de préparations étaient connues, du déodorant à la pâte dentifrice, etc. Certains guérisseurs étaient capables d’opérer, de soigner les maladies de peau, les maux digestifs. Ils savaient poser des emplâtres et réaliser des saignées.
Les médecins aztèques et, plus généralement, nahuas, savaient également soigner la syphilis avec un traitement à base de salsepareille qui est considéré par certains historiens comme l'apport principal de la médecine aztèque au reste du monde.
Ils avaient également une connaissance de l'anatomie et des pathologies cardiaques que la médecine occidentale n'a atteinte, sur certains sujets, qu'au XIXe siècle. Ils savaient notamment distinguer différentes douleurs de poitrine, et utilisaient la fleur du Magnolia mexicana pour soigner les insuffisances cardiaques.
Les spécialistes du traitement des fractures, dont les pratiques sont perpétuées par de nombreux hueseros mexicains actuels, ont inventé la technique d'enclouage médullaire (en), près de quatre siècles avant les médecines du reste du monde, en soignant les fractures compliquées par la pseudarthrose en insérant dans l'os fracturé une pointe de bois résineux.
Pour traiter la rétention urinaire, ils utilisaient non seulement des préparations phytothérapeutiques efficaces, mais aussi, pour les cas les plus aigus, des sondes souples, réalisées à base de produits végétaux (gaine foliaire de palmier, entourée de coton trempé dans du miel et de la racine de Mentzelia hispida pour la rendre plus flexible et douce) et beaucoup moins traumatisantes que les tubes métalliques utilisés par la médecine occidentale de l'époque.

## Alimentation

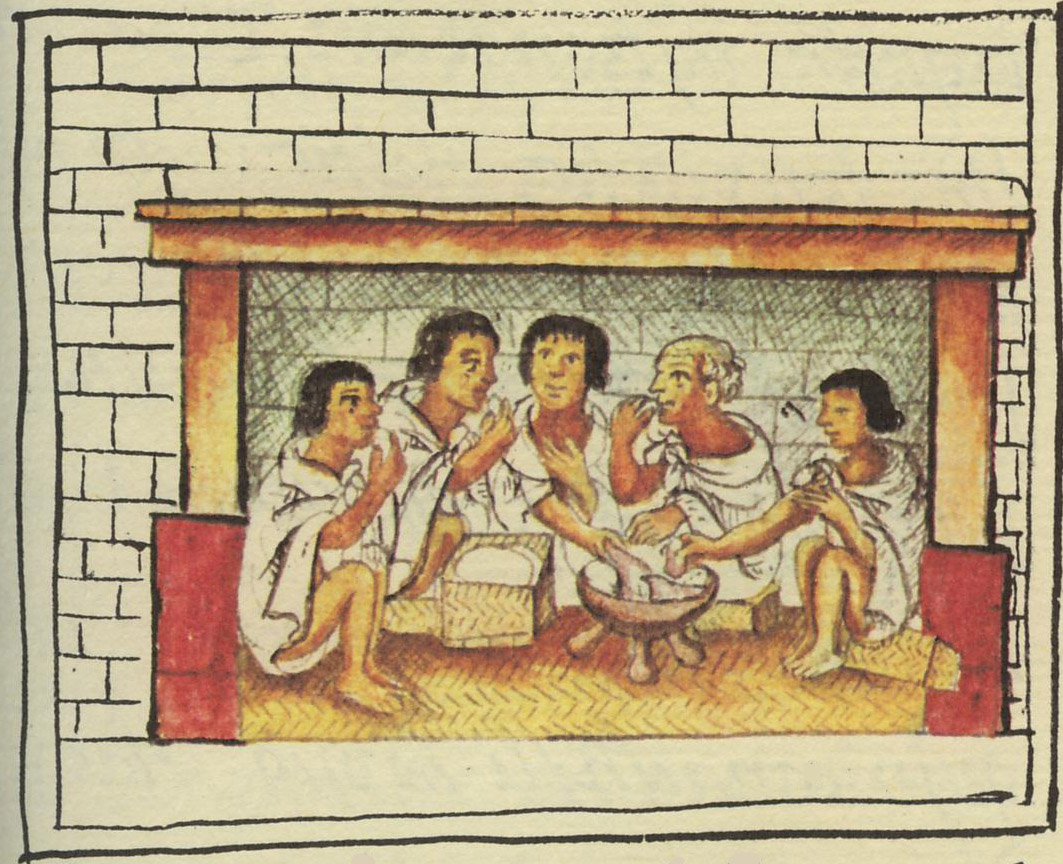
Des Aztèques partageant un repas (Codex florentin, fin du XVIe siècle).

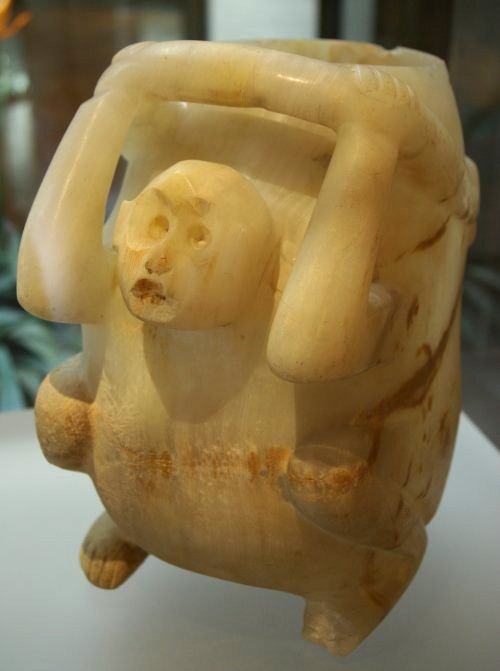
Une jarre pour le pulque, à l'effigie d'un singe. Vers 1200-1520, musée de Dumbarton Oaks, Washington D.C.

### Aliments d'origine végétale
La cuisine aztèque était essentiellement végétarienne, à base de maïs, courges, haricots, piments et de graines de huauhtli (amarante) et de chia (sauge). Le maïs était consommé sous forme de galette, de pain et de bouillie. Ils utilisaient également les algues Spirulina du lac Texcoco, en les préparant dans une sorte de gâteau riche en flavonoïdes. Les Aztèques utilisaient également l'agave pour obtenir de l'aguamiel sucrée, des fibres pour les vêtements et les cordages ; ils buvaient le pulque (octli), un breuvage fermenté employé dans les cérémonies. La consommation d'alcool était interdite, sauf pour les anciens. L'ébriété était punie de mort pour les jeunes, y compris pour les nobles.
À la fin des repas, les nobles et les dignitaires fumaient la pipe (tabac, aromates) et consommaient des champignons hallucinogènes. Les fèves de cacao servaient de monnaie et pour préparer le xocolatl (mot nahuatl signifiant « boisson amère »), éloignée de nos chocolats modernes. Les Aztèques associèrent le chocolat à Xochiquetzal, la déesse de la fertilité. Il était consommé sous forme de boisson amère et pimentée, le xocoatl, souvent aromatisée à la vanille, au piment et au roucou. La boisson était censée combattre la fatigue, une croyance qui est probablement attribuable à la théobromine. Seuls les nobles et les guerriers consommaient du chocolat, généralement à la fin du repas, car le cacao était une marchandise rare qu'il fallait importer depuis les vergers du Tabasco et du Soconuzco appartenant aux Mayas. Le cacao était un produit précieux dans toute la Mésoamérique[réf. nécessaire]. D'autres boissons chocolatées le combinaient avec des produits comestibles tels que les gruaux de maïs (qui agissaient comme un émulsifiant) et du miel.
Après la conquête espagnole, certaines plantes comme l'Amarante (huauhtli en nahuatl) furent interdites à cause de leur utilisation rituelle. La baisse de la nourriture disponible posa de sérieux problèmes de malnutrition.

### Aliments d'origine animale
Le lac Texcoco était une importante source de gibier d'eau, d'écrevisses et de poisson. D'autres poissons et crustacés de mer étaient importés depuis le golfe du Mexique pour les classes sociales supérieures.
Les Aztèques mangeaient du dindon et du chien (xoloitzcuintle) mais la volaille et la viande de boucherie étaient rares.
Les Aztèques consommaient aussi des insectes comme les chapulines, des chenilles et des larves riches en protéines.

### Anthropophagie
Les élites mangeaient occasionnellement de la chair humaine dans certaines cérémonies religieuses. D'après le récit de plusieurs conquistadors, après les sacrifices, les guerriers mangeaient la chair des sacrifiés. Cependant, lors du siège de Tenochtitlan, les Espagnols ont constaté que les Mexicas ne mangeaient pas la chair de leurs semblables malgré la famine.
Certains chercheurs, comme Edward Payne, Michael Harner et Marvin Harris, partant du principe que l'apport en protéines des Aztèques était insuffisant parce qu'ils n'élevaient pas de grands mammifères, ont développé l'hypothèse que l'anthropophagie devait être une pratique beaucoup plus courante qu'un simple rituel religieux ponctuel, pour pallier cette carence alimentaire ; cependant, la prémisse de cette théorie a été contestée par un grand nombre de spécialistes : l'environnement lacustre de la vallée de Mexico était en effet propice à la pêche et à la chasse de nombreux animaux (poissons, oiseaux) ainsi que d'insectes riches en protéines,.

## Loisirs

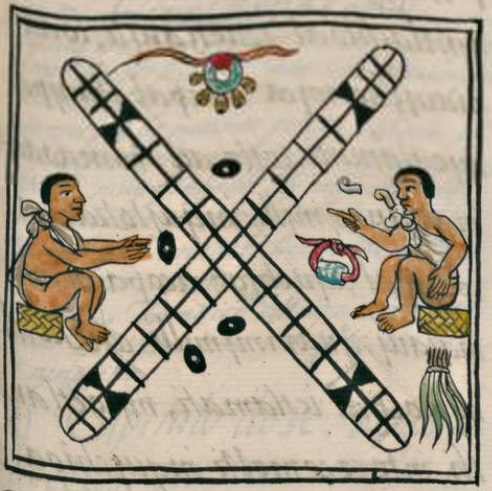
Jeu du patolli (Codex florentin).

Le patolli était une sorte de jeu de l'oie sur 52 cases, en référence aux 52 années du cycle solaire.
Bernal Diaz rapporte que Cortés et Moctezuma II ont joué ensemble au totoloque, qu'il décrit comme un jeu d'adresse faisant l'objet d'importants paris et consistant à lancer cinq billes en or sur différentes cibles.
Le jeu de balle faisait l'enjeu de paris, ayant une fonction rituelle mais aussi de divertissement.

## Littérature et arts

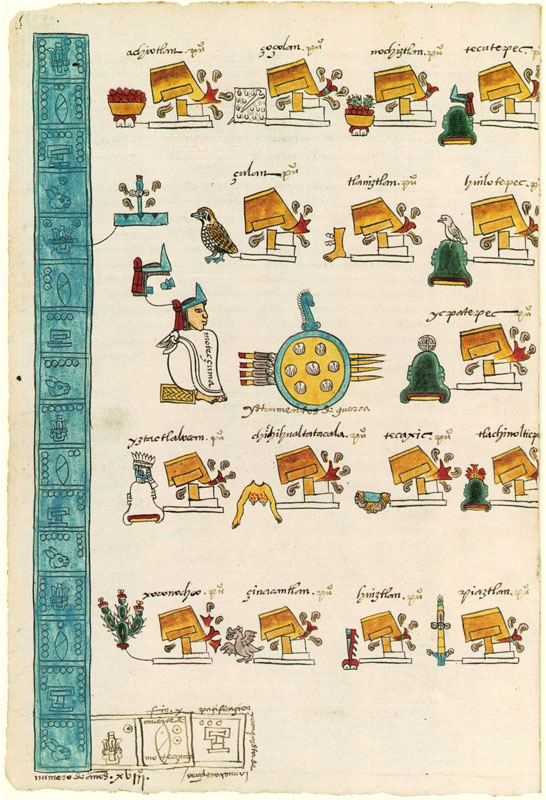
Page manuscrite en nahuatl (Codex Mendoza).

### Écriture et lettres
L'écriture nahuatl apparaît au XIIe siècle de notre ère. Elle servait à consigner des écrits économiques (registres d'impôts, tributs), historique (comme le Codex Xolotl) et religieux (tonalamatl). Elle combinait des éléments pictographiques, des idéogrammes et des symboles phonétiques. Les livres étaient nombreux dans les bibliothèques des temples, des écoles et des résidences nobiliaires. Les scribes écrivaient sur des supports variés : fibres d'agave, peau de chevreuil à la manière des parchemins, écorce battue, etc. Des milliers de manuscrits furent détruits par les Espagnols au moment de la conquête et de la période coloniale.
Le chant et la poésie étaient des activités appréciées par les Aztèques. Ils organisaient des concours et des spectacles. Des représentations de type théâtral mettaient en scène des acrobates et des musiciens pour les comédies. Elles furent par la suite adaptées par les missionnaires chrétiens à des fins d’évangélisation. Beaucoup de poèmes ont été rassemblés au cours de la conquête espagnole : les deux plus importantes collections sont celle des « Romances de los señores de la Nueva España », probablement rassemblée par Juan Bautista de Pomar et conservée dans la collection Latino-Américaine de l'Université du Texas et celle des « Cantares Mexicanos », conservés à la bibliothèque Nationale de Mexico.
Plusieurs noms de poètes sont parvenus jusqu’à nous, comme Nezahualcóyotl, tlatoani de Texcoco et Cuacuatzin, mais il est permis de douter de la réalité de leur paternité sur les œuvres qui leur ont été attribuées. Miguel León-Portilla, un érudit aztèque très respecté au Mexique, a déclaré que c'était dans cette poésie que l'on pouvait trouver la véritable pensée des Aztèques, différente de l’idéologie aztèque officielle.
La poésie était désignée par l’expression « in xochitl in cuicatl » signifiant « la fleur et le chant ». Elle se divisait en plusieurs genres : yaocuicatl, consacré aux dieux et au thème de la guerre ; teocuicatl adressé aux divinités ; xochicuicatl pour les fleurs. La prose était quant à elle appelée tlahtolli et se déclinait en plusieurs genres. Des pièces de théâtre avec orchestre et des troupes d’acrobates divertissaient les nobles et l’empereur.

### Peinture et enluminure

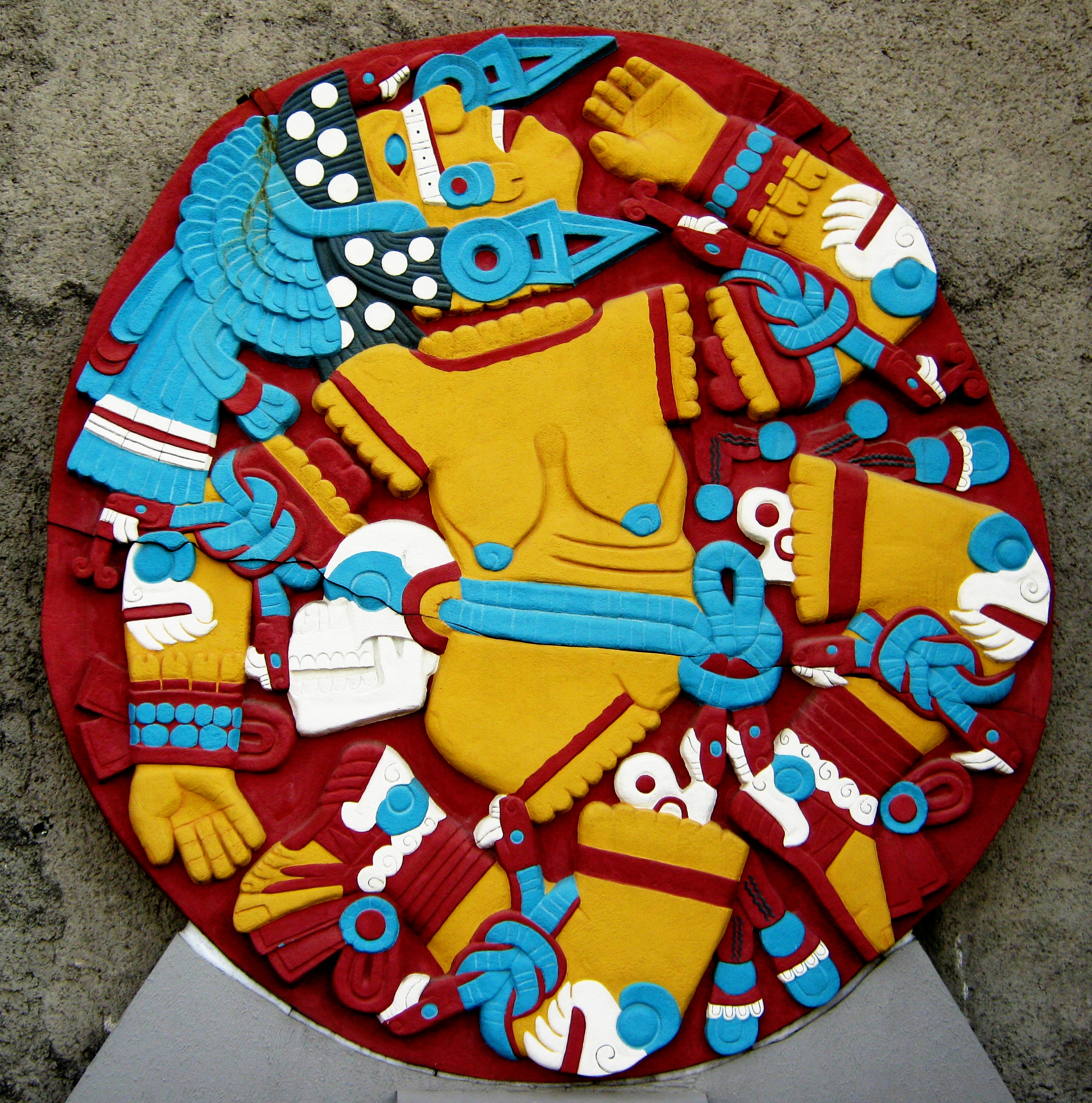
Sculpture monolithique de la déesse Coyolxauhqui (reconstitution des couleurs originales).

Il n'est pas douteux que les Aztèques ont revêtu de peintures les parois de leurs temples et de leurs palais. Ces œuvres ont été détruites en même temps que les édifices qu'elles ornaient. Un fragment de fresque subsiste toutefois à Malinalco, dans un bâtiment attenant au temple monolithique : son sujet semble être une scène où figure le dieu chasseur et guerrier Mixcoatl.
Le scribe mexica portait le titre de « peintre » (tlacuilo en nahuatl). De fait, les manuscrits hiéroglyphiques et pictographiques, que leurs thèmes fussent religieux, historiques ou même administratifs, constituaient avant tout des recueils d'images, des suites de tableaux soigneusement dessinés et coloriés.

### Sculpture et orfèvrerie
La plupart des œuvres ont été détruites par les Espagnols, car elles représentaient à leurs yeux des supports d'idolâtrie.
La statuaire aztèque religieuse et profane utilisait un symbolisme très codifié tout en faisant preuve de réalisme. Les dieux anciens étaient de facture archaïque (Tlaloc par exemple). L'une des œuvres conservées à Mexico est celle du calendrier figurant un soleil assoiffé de sang en son centre. Le bas-relief en disque de la déesse Coyolxauhqui, découvert en 1978 à Mexico, est un monolithe polychrome. Les empereurs et les souverains commandaient aussi des pièces profanes. Les bas-reliefs décorant les sanctuaires et les palais représentaient des animaux et des végétaux.
Les artisans aztèques excellaient dans l'art du masque en pierre, hérité des Toltèques, dont on faisait un usage funéraire ou religieux. Les couteaux de sacrifice ou les boucliers d’apparat couverts de plumes montrent le raffinement de l'artisanat aztèque. Les empereurs commandaient des objets somptuaires en métal précieux comme la statuette en or de l’empereur Tizoc, conservée à New York, ou encore comme les deux disques de 2,10 m de diamètre en or et en argent offerts à Cortés, puis envoyés à l'empereur Charles Quint.

## Architecture et urbanisme

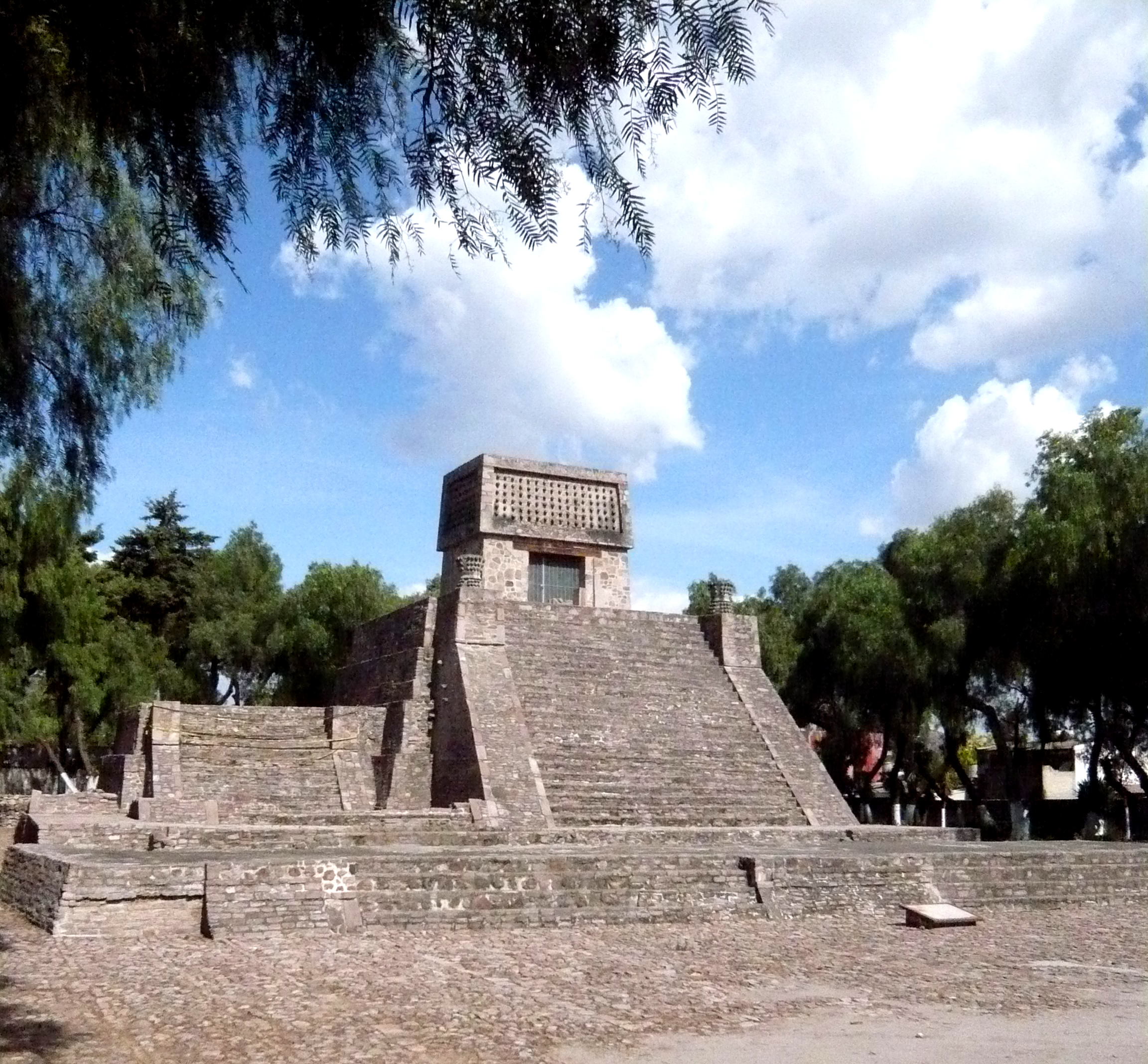
Pyramide à degrés aztèque de Santa Cecilia.

Les principes de l'art aztèque reprennent les traditions de la Mésoamérique, déjà fixées pour l'essentiel à l'époque classique : pyramides à degrés, panneaux et linteaux en bas-relief, autels monolithiques, murailles couvertes de fresques, etc. Comme pour la religion et les techniques, les Aztèques ont emprunté aux autres cultures contemporaines de nombreux éléments.

### Mexico-Tenochtitlan

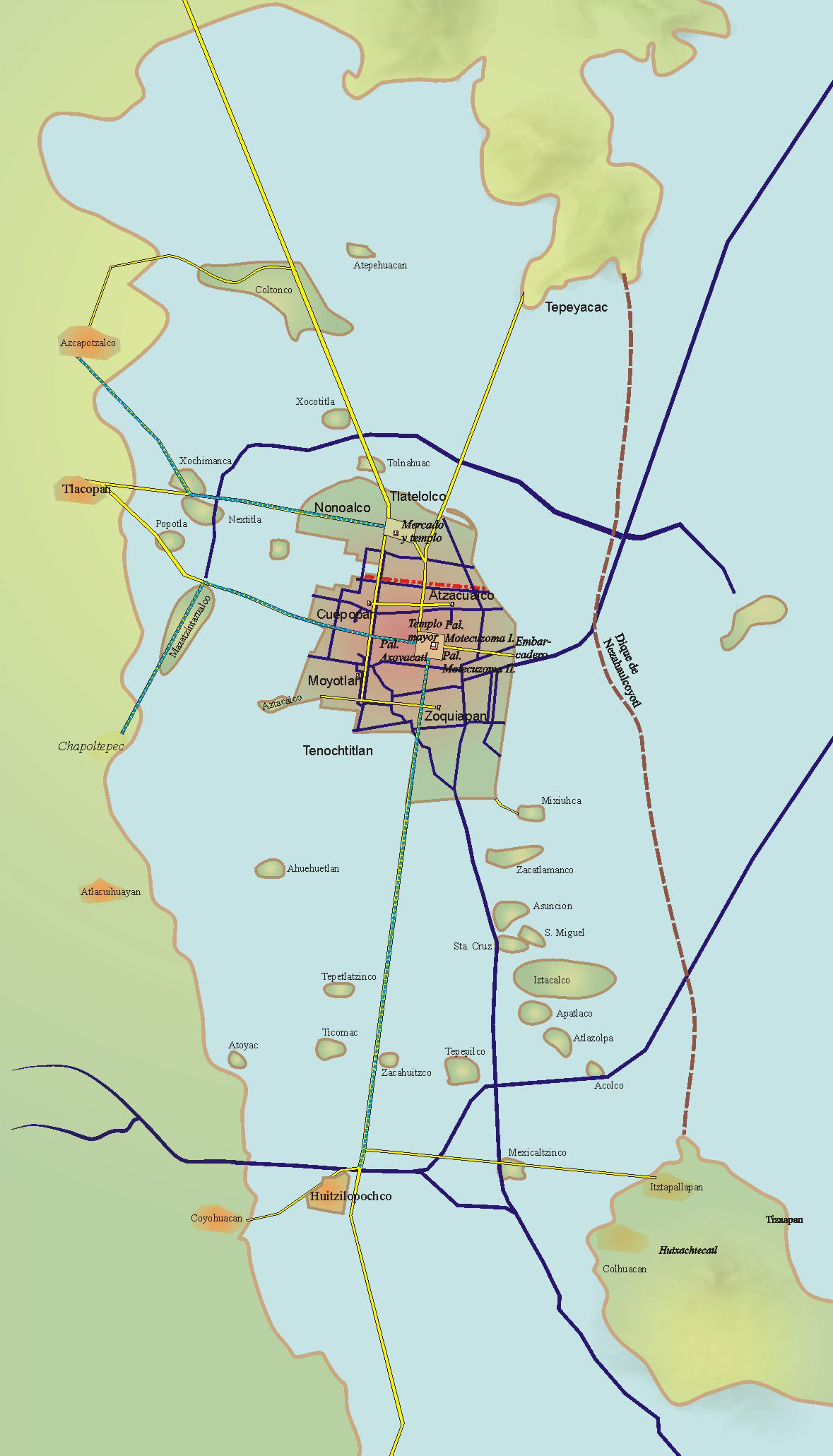
À l'arrivée des Espagnols, la capitale aztèque, Mexico-Tenochtitlan, était reliée par des chaussées à la terre ferme et approvisionnée en eau potable par des aqueducs (reconstitution de, 2008).

Tenochtitlan, la capitale de l'Empire aztèque, a été construite, à l'origine, sur une série d'îlots naturels et de chinampas. Elle s'était ensuite étendue progressivement mais rapidement autour de l'enceinte rituelle, le Templo Mayor, dont la pyramide principale s’élevait à environ 50 m au-dessus de la cité. À l'arrivée des Espagnols, la ville s'étendait sur un carré d'environ 3 km de côté, pour une superficie approximative de 1 000 ha. Le plan de la ville était très symétrique ; elle était quadrillée de canaux et divisée en quatre grandes sections (campan) dont le centre était le Templo Mayor : Cuepopan au nord, Teopan à l'est, Moyotlan au sud et Atzacalco à l'ouest. Quatre grandes chaussées traversaient la ville. Bernal Díaz del Castillo rapporte que 10 chevaux pouvaient y passer de front. Toutes les constructions devaient être approuvées par le calmimilocatl, un fonctionnaire chargé de l'urbanisme de la ville.
Tenochtitlan comptait aux alentours de 200 000 habitants. L'anthropologue Eduardo Noguera a établi cette estimation en se basant sur le nombre de maisons et la fusion avec la population de Tlatelolco (d’abord ville indépendante, avant de devenir une banlieue de Tenochtitlan). Si l'on inclut les petites îles environnantes et les rives du lac Texcoco, les estimations vont de 300 000 à 700 000 habitants.
Les maisons étaient en bois et en argile, les toits étaient en roseau,, cependant les pyramides, les temples et les palais étaient généralement construits en pierre. Chaque maison, même modeste possédait son jardin et son bain de vapeur (temazcalli).
La ville possédait aussi des latrines publiques. Les excréments étaient recueillis pour être utilisés comme engrais. Environ 1 000 personnes travaillaient de plus au nettoyage de la ville. Pour l'adduction d'eau, Moctezuma Ier avait fait construire un premier aqueduc de 5 km de long. Un deuxième fut aménagé sous Ahuitzotl entre Coyoacan et le centre,. En 1449, une digue de 16 km a été édifiée pour protéger la ville des inondations.

#### Templo Mayor
Au nord de la place centrale, une quarantaine de bâtiments publics formaient le centre religieux (appelé le Templo Mayor). Il comptait une pyramide avec deux sanctuaires, d'autres temples (de Quetzalcoatl, de Tezcatlipoca, de Ciuacoatl, de Coacalco), mais aussi un collège (calmecac), le Mecatlan (école de musique) et des arsenaux. Ce centre religieux était fortifié par une enceinte crénelée de têtes de serpents (Coatepantli, « muraille de serpents ») de 300 mètres de large sur 400 de long, qui longeait le nord de la place centrale et le flanc du palais de l'empereur Moctezuma II. Le complexe palatial s'inscrivait dans un espace de 200 mètres de côté et comportait plusieurs bâtiments distribués autour d’un jardin : appartements impériaux, tribunaux, magasins, trésor, volière, jardin zoologique, salles de musique et de danse. Il existait ailleurs dans la ville d'autres monuments prestigieux comme le temple circulaire de Quetzalcoatl. Mais ils ont tous été détruits par les conquistadores.

### Autres réalisations aztèques
- Temples de Teopanzolco, Huatusco et Teayo
- Pyramide de Tenayuca complétée par les Aztèques
- Fortifications

## Historiographie
Les études de cette civilisation précolombienne se fondent sur les codex mésoaméricains, les témoignages des conquistadors, les travaux des chroniqueurs des XVIe et XVIIe siècles ainsi que, depuis le XIXe siècle, les fouilles archéologiques.
La tradition historique aztèque aurait été profondément bouleversée à partir de 1428, après la victoire de la triple alliance aztèque contre Azcapotzalco, sous l'impulsion de Tlacaelel, qui aurait ordonné de brûler les codex aztèques existants et ceux des peuples soumis au motif qu’ils contenaient des mensonges offensants pour les Aztèques, et pour faire réécrire l’histoire de son peuple de manière plus idéologique, en le décrivant comme une nation héritière des civilisations les plus prestigieuses, comme celle des Toltèques et de Teotihuacan.
Avant le développement de l'archéologie au Mexique au XIXe siècle, les historiens ont principalement interprété les sources écrites anciennes pour reconstituer l'histoire aztèque. L’archéologie a permis de reconsidérer et de critiquer certaines de ces interprétations et les contradictions entre les sources primaires. Depuis la fin du XXe siècle, l'étude universitaire de la civilisation aztèque est le plus souvent basée sur des méthodes scientifiques et pluridisciplinaires.

### Sources anciennes

Exemple de codex indigène aztèque (feuille 5 de la Matricula de Tributos).

#### Codex aztèques
Il existe peu de codex aztèques réalisés avant la conquête espagnole, et ces documents sont surtout des textes rituels. Les codex postérieurs à la conquête, comme le codex Mendoza ou le Codex Ríos ont été peints par les tlacuiloque aztèques (scribes-peintres qui réalisaient les codex), mais sous le contrôle des autorités espagnoles. La possibilité d'une influence espagnole pose des problèmes potentiels pour ceux qui étudient ces manuscrits[réf. nécessaire].
Itzcoatl possédait le plus vieux texte hiéroglyphique détruit pour des raisons politico-religieuses et l'évêque Zumarraga du Mexique (1528 à 1548) avait brûlé tous les textes disponibles pour des raisons missionnaires.

#### Témoignages des conquistadors
Les récits des conquistadors sont ceux d'hommes confrontés à une nouvelle civilisation, qu'ils ont essayé d'interpréter en fonction de leur propre culture. Cortés était le plus instruit, et ses lettres à Charles Quint constituent de précieux documents de première main. Malheureusement, une de ses lettres s’est perdue et a été remplacée par un texte postérieur et les autres ont été censurées dès 1527. En tout cas, Cortés n'avait pas écrit un récit objectif, mais des lettres justifiant et valorisant ses actions et dans une certaine mesure exagérant ses succès et minimisant ses échecs.
Bernal Díaz del Castillo accompagna Cortès, et plus tard, il écrivit un livre intitulé : La découverte et la conquête du Mexique. Dans son livre, le capitaine Bernal Díaz del Castillo fait un compte rendu de la conquête du Mexique, dans lequel il décrit les événements qui ont mené à la conquête, y compris les récits des sacrifices humains et de cannibalisme dont il a été témoin. Bernal Díaz a écrit plusieurs décennies après les faits, il n'a jamais appris la langue autochtone, et il n'a pas pris de notes. Son récit est coloré, mais son travail est considéré comme inégal et exagéré par les historiens[réf. nécessaire]. Bien que Francisco López de Gómara ait été le chapelain, l’ami et le confident de Cortés, il n'a jamais visité le Nouveau Monde aussi son récit n’est-il basé que sur le ouï-dire.

#### Prêtres et érudits
Les écrits des évangélisateurs, l'œuvre des franciscains de la première moitié du XVIe siècle en particulier, sont des sources fondamentales : elles constituent le plus gros corpus de textes missionnaires de toute l'Amérique et, malgré le fait qu'elles présentent parfois un biais important, elles sont souvent les seules sources détaillées sur la vie des peuples indigènes.
Selon Jesús Bustamante García, on peut distinguer, parmi ces sources, deux courants, qui correspondent à deux philosophies de réforme observante au XVIe siècle : celle promue par le cardinal Cisneros, basée sur le développement d'une éducation universitaire et d'une méthode scientifique, qui a engendré un courant plus critique, et une autre philosophie plus évangélisatrice, qui valorise une foi moins intellectuelle et plus méfiante envers la raison, et qui s'est finalement imposé au milieu du XVIe siècle selon Bernardino de Sahagún.
Dans le premier groupe, on peut classer les écrits d'Andrés de Olmos (le premier d'entre tous), Bernardino de Sahagún, Juan de Zumárraga, Juan Focher, Juan de Gaona, Francisco de Bustamante, Martín de Hojacastro et Jacobo de Testera, franciscains ayant eu un lien avec le Collège de Santa Cruz de Tlatelolco, une solide formation universitaire et, pour la plupart, de hautes charges religieuses et politiques.
Une des sources les plus importantes sur les Aztèques, très souvent citée et considérée comme particulièrement fiable, est l'œuvre manuscrite de Bernardino de Sahagún, qui a commencé à enquêter, une trentaine d'années après la conquête seulement, auprès des érudits aztèques, avec une méthodologie qui en font un précurseur de l'anthropologie. Il a appris à des tlacuilos aztèques à écrire des textes en langue nahuatl en utilisant l’alphabet latin. En raison de leur crainte des autorités espagnoles, il a garanti l'anonymat à ses informateurs et écrit une version censurée, en espagnol, l'Histoire générale des choses de la Nouvelle-Espagne. Cependant, le manuscrit original en nahuatl, connu sous le nom codex de Florence, a été conservé et a pu être traduit intégralement au XXe siècle, mettant ainsi en relief l'étendue de la censure qui avait édulcoré la version espagnole.
Dans le second courant, on peut classer les écrits de Toribio de Benavente Motolinía, et dans une moindre mesure ceux de Diego Durán et Gerónimo de Mendieta, qui ont adopté un parti pris plus prononcé. Ainsi, Motolinía a prétendu que les Aztèques avaient rapidement et volontairement épousé la religion catholique et tourné le dos à leur propre culture ; le Père Duran a essayé pour sa part de prouver que les Aztèques étaient l'une des tribus perdues d'Israël ; Bartolomé de Las Casas a choisi un discours extrêmement apologétique, pour défendre les droits des indigènes.
Il existe également des auteurs qui ont essayé de faire une synthèse entre les cultures préhispaniques, comme Oviedo y Herrera, José de Acosta, et Pedro Mártir de Anghera.

#### Auteurs autochtones
D'autres sources importantes sont l'œuvre d'auteurs autochtones et de métis, descendants des classes supérieures. Ces auteurs sont Don Fernando Alvarado Tezozómoc, Chimalpahin, Juan Bautista Pomar et Fernando de Alva Cortés Ixtlilxochitl. Ixtlixochitl, par exemple, a écrit une histoire de Texcoco, d'un point de vue chrétien. Son récit de la vie de Nezahualcoyotl, un ancêtre de Ixtlilxochitl, présente une forte ressemblance avec l'histoire du roi Salomon et dépeint Netzahualcoyotl comme un monothéiste et un opposant aux sacrifices humains. Diego Muñoz Camargo (1521 - c. 1612), un métis tlaxcalan, a écrit l’Histoire de Tlaxcala six décennies après la conquête espagnole. Certaines parties de son travail ont une forte tendance à la partialité en faveur de Tlaxcala.

### Histoire des représentations

#### Rejet
La civilisation aztèque, depuis sa rencontre avec la civilisation occidentale, a le plus souvent été représentée comme barbare, sauvage, démente, voire démoniaque, par rapport à d'autres civilisations antiques, non seulement dans les publications grand public et les fictions mais également par certains universitaires contemporains. Les causes principales de cette représentation sont les sacrifices humains pratiqués régulièrement par les Aztèques et l'absence d'écriture alphabétique.
Les sacrifices humains, cependant, objecte Esther Pasztory, n'étaient pas forcément plus violents ni plus moralement répréhensibles que les combats de gladiateurs romains qui, eux, étaient un simple divertissement et non un rituel religieux, ou encore que l'Inquisition ou le bombardement d'Hiroshima. Cette représentation particulièrement négative de la civilisation aztèque s'explique selon elle en partie par le fait que, contrairement à la civilisation romaine, l'absence de témoignages exprimant le point de vue des Aztèques sur leur propre civilisation, avant toute interférence avec la culture chrétienne, a occulté les nuances possibles de la perception européenne.
Le système d'écriture aztèque, utilisant des logogrammes appelés plus couramment glyphes, était trop différent des systèmes d'écriture alphabétiques connus de la majorité des Occidentaux pour être considéré par ceux-ci comme plus évolué qu'une simple représentation picturale ou un outil mnémotechnique. Or, l'écriture était considérée comme l'élément distinctif entre la barbarie et la civilisation.

#### Idéalisation
Laurette Séjourné, une anthropologue française, a écrit sur la spiritualité aztèque et méso-américaine. Sa description des Aztèques en tant que peuple spirituel était si convaincante que de nouvelles religions ont été constituées sur le fondement de ses écrits. Certaines parties de son travail ont été adoptées par des groupes ésotériques[Lesquels ?], à la recherche d'enseignements occultes sur les religions précolombiennes. Séjourné n'a jamais approuvé aucun de ces groupes[réf. nécessaire].
Miguel León-Portilla a également idéalisé la culture aztèque, en particulier dans ses compilations et traductions de textes aztèques qui, notamment par le biais de sélections et d'omissions volontaires,, sous l'influence de préjugés nationalistes selon Gertrudis Payás, « soutiennent une vision de l'esthétique aztèque basée sur un douteux idéal poétique ». Marcelino Arias Sandi a également mis en exergue « la mythification d'un passé qui n'a jamais existé » dans les travaux de León-Portilla, dont le but avoué est de faire reconnaître la pensée nahua comme une philosophie comparable à celle de la Grèce antique.
D'autres, comme Antonio Velasco Piña, ont transformé les écrits de Sejourné et de León-Portilla en mouvement religieux. Antonio Velasco Piña a écrit trois livres, Tlacaelel, El Azteca entre los Aztecas, La mujer dormida debe dar a luz, et Regina. Mélangé avec les courants du néopaganisme, ces livres ont donné naissance à un nouveau mouvement religieux appelé "Mexicanista". Ce mouvement appelle à un retour vers la spiritualité des Aztèques. Il argumente qu’avec ce retour, le Mexique deviendra le nouveau centre du pouvoir. Ce mouvement religieux mélange des cultes méso-américains avec l’ésotérisme hindou. Le mouvement Mexicanista atteint le sommet de sa popularité dans les années 1990[réf. nécessaire].

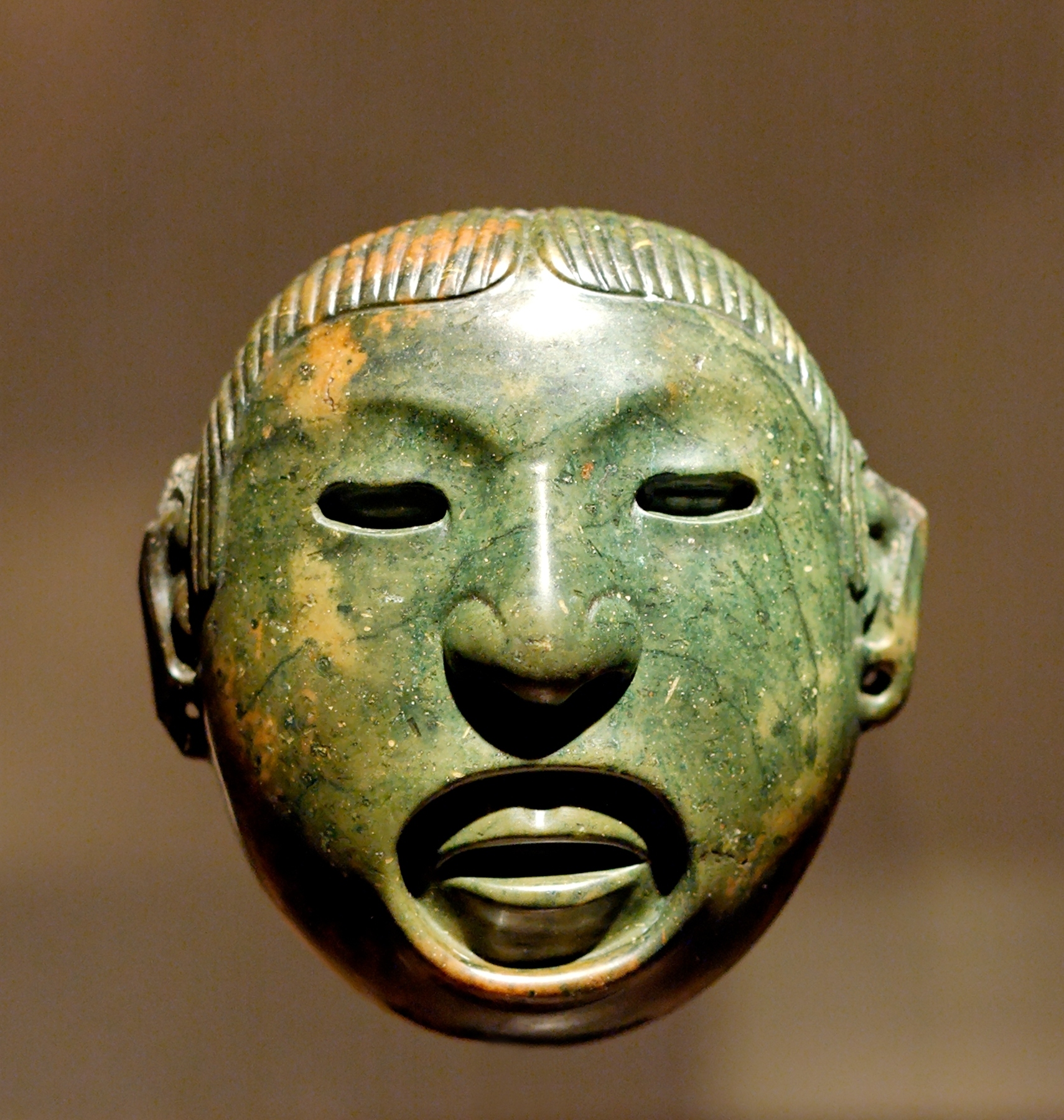
Masque de jade aztèque représentant le dieu Xipe Totec.
Cosmogramme aztèque dans le Codex Fejérváry-Mayer datant de l’époque pré-hispanique - Xiuhtecuhtli dieu du feu du centre du Mexique.

#### Principales sources utilisées
Les sources sont classées par ordre alphabétique
- (en) Manuel Aguilar-Moreno, Handbook to Life in the Aztec World, Oxford University Press, 2007, 464 p. (ISBN 978-0-19-533083-0 et 0-19-533083-8, lire en ligne)
- Nigel Cawthorne (trad. Daniel Alibert-Kouraguine), L’art des Aztèques, Paris, Solar, 1999, 96 p. (ISBN 2-263-02860-9)
- Danièle Dehouve et Anne-Marie Vié-Wohrer, Le monde des Aztèques, Paris, Riveneuve éditions, 2008
- Georges Duby (dir.), L'Histoire du monde. Le Moyen Âge, Paris, Larousse, 1994, 576 p. (ISBN 2-03-209002-3), p. 576
- Jacqueline de Durant-Forest, Les Aztèques, Les Belles lettres, 2008
- Christian Duverger, L'origine des Aztèques, Paris, Seuil, coll. « Points Histoire », 2003, 432 p. (ISBN 2-02-059075-1)
- Christian Duverger, La Fleur létale, Paris, Seuil, coll. « Recherches anthropologiques », 1979, 249 p. (ISBN 2-02-005169-9)
- Christian Duverger, L'esprit du jeu chez les Aztèques, Paris/La Haye/New York/Paris, Walter de Gruyter, 1978, 298 p. (ISBN 90-279-7664-3, présentation en ligne)
- Michel Graulich, Le sacrifice humain chez les Aztèques, Paris, Fayard, 2005, 415 p. (ISBN 2-213-62234-5)
- Paul Hosotte, L'Empire aztèque, impérialisme militaire et terrorisme d'État, Paris, Economica, 2001
- (es) Alfredo López Austin et Leonardo López Luján, El pasado indígena, Fondo de Cultura Económica, El Colegio de México, coll. « Fideicomiso Historia de las Américas / Historia », 1996 (réimpr. 2001), 332 p. (ISBN 978-968-16-6434-3).
- (es) Eduardo Matos Moctezuma, Tenochtitlan, Fondo de Cultura Económica & El Colegio de México, coll. « Obras de Historia / Ciudades », 2006, 191 p. (ISBN 968-16-8118-5).
- Michel Mourre (dir.), Dictionnaire Encyclopédique d'Histoire, Paris, Bordas-Sejer, 2004 (ISBN 2-04-027055-8), « Aztèques »
- (en) Esther Pasztory, « A Civilization Going Mad. The Aztecs in Western Thought », Arqueología e historia del Centro de México. Homenaje a Eduardo Matos Moctezuma,‎ 2006, p. 638-643 (ISBN 968-03-0180-X)
- Mireille Simoni, Encyclopædia Universalis, vol. 3, Paris, Encyclopædia Universalis, 2002 (ISBN 2-85229-550-4), « Aztèques »
- (en) Michael E. Smith, « The Aztlan Migrations of Nahuatl Chronicles: Myth or History? », Ethnohistory, nos 31-3,‎ 1984, p. 153-186 (lire en ligne [PDF])
- (en) Michael E. Smith, The Aztecs, Malden, Blackwell Publishing, 1996 (réimpr. 2003), 367 p. (ISBN 0-631-23015-7, OCLC 48579073, lire en ligne)
- (en) Michael E. Smith, Aztec City-State Capitals, University Press of Florida, 2008, 256 p.
- Jacques Soustelle, Les Aztèques, Paris, Presses Universitaires de France, coll. « Que sais-je? », 2003 (1re éd. 1970), 128 p. (ISBN 2-13-053713-8, lire en ligne)
- Jacques Soustelle, Les Aztèques à la veille de la conquête espagnole : la vie quotidienne, Paris, Hachette Littératures, 2002 (1re éd. 1955), 318 p. (ISBN 2-01-279080-1)
- Jacques Soustelle, L'Univers des Aztèques, Hermann, coll. « Savoir », 1997